# Assedio delle legazioni
L'assedio delle legazioni ebbe luogo tra il 20 giugno e il 14 agosto 1900 a Pechino, capitale dell'allora Impero cinese, quando i ribelli appartenenti alla Società di giustizia e concordia, comunemente noti come Boxer, assediarono col supporto di unità dell'esercito imperiale cinese il quartiere delle legazioni diplomatiche internazionali presenti in città. Le legazioni di Pechino allora ospitavano centinaia di civili, diplomatici e militari occidentali, più migliaia di cristiani cinesi che vi avevano trovato rifugio per scampare ai massacri compiuti dai Boxer.
L'assedio fu l'episodio culminante della rivolta dei Boxer. Già dal 1898, dopo il colpo di Stato subito dall'imperatore Guangxu, la Cina era stata interessata da violente ondate di xenofobia contro gli stranieri, culminate nella costituzione della Società di giustizia e concordia, che aveva come obbiettivo la cacciata e lo sterminio di tutti gli occidentali presenti nell'impero. I ribelli, ribattezzati Boxer dalla stampa europea, avevano l'appoggio segreto dell'imperatrice Cixi, che sperava di liberarsi delle ingerenze occidentali e di rescindere i trattati ineguali che condizionavano l'economia e la politica cinese al volere delle potenze coloniali.
Al culmine di mesi di tensioni crescenti, il partito dello xenofobo principe Duan riuscì a far prevalere una linea pro-Boxer nella corte della Città Proibita, e nel giugno 1900 Cixi ordinò a tutti gli stranieri di abbandonare Pechino. Consci del pericolo che avrebbe costituito lasciare la città, gli occidentali si trincerarono nel quartiere delle legazioni, pronti a sostenere l'assalto dei Boxer, che ormai controllavano le strade della capitale. Qui, per sei settimane, meno di 500 militari appartenenti a varie nazioni del mondo difesero altrettanti civili occidentali e più di 3000 cinesi cristiani, anch'essi perseguitati dai Boxer. Nonostante intensi assalti giornalieri, le legazioni riuscirono a resistere.
Per tentare di rompere l'assedio delle legazioni si costituì l'Alleanza delle otto nazioni, che coalizzò Regno Unito, Stati Uniti d'America, Impero tedesco, Impero austro-ungarico, Francia, Regno d'Italia, Impero russo e Giappone contro la Cina. Dopo che la spedizione Seymour, primo tentativo di soccorso fallimentare, fu respinta dalle difese cinesi, nell'agosto 1900 con la spedizione Gaselee le truppe delle otto nazioni riuscirono a raggiungere Pechino e a cacciare i ribelli, liberando così i sopravvissuti delle legazioni. Come rappresaglia all'attacco dei Boxer, annientati nel giro di poco tempo dai soccorsi occidentali, Pechino fu sottoposta a un brutale saccheggio. La sconfitta della Cina nell'assedio delle legazioni e nella rivolta dei Boxer fu fatale al potere imperiale: umiliata dal Protocollo dei Boxer, la durissima pace imposta dalle potenze coloniali, la dinastia Qing fu infine abbattuta nel 1912 dalla rivoluzione cinese. Sebbene in maniera semplificata, l'assedio è trattato nel film 55 giorni a Pechino (1963).

## Preludio

### La debolezza dell'impero cinese

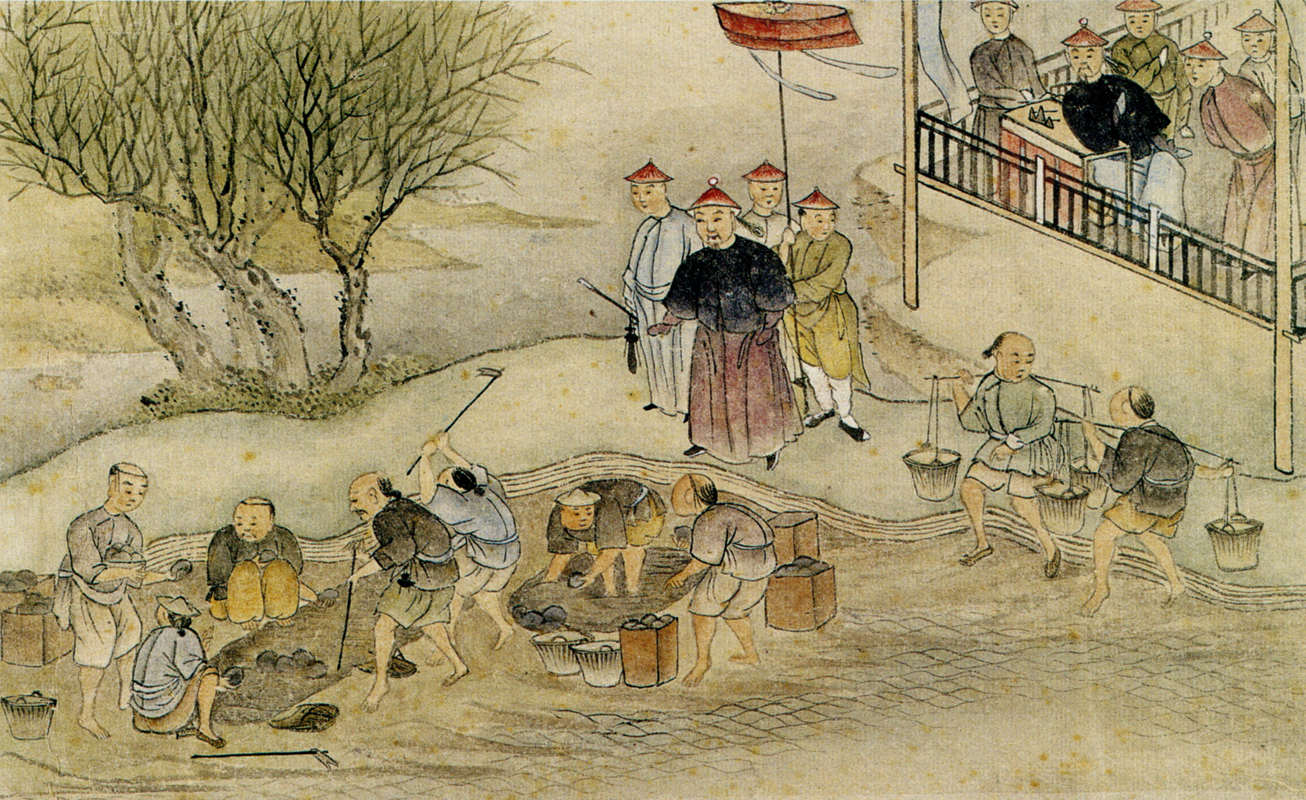
La distruzione dell'oppio inglese a Canton nel 1839 in un quadro d'epoca

Durante tutto il XIX secolo l'Impero cinese, da secoli fortemente isolazionista, andò incontro a un rapido declino, favorito dai crescenti conflitti con le potenze europee, tecnologicamente ormai molto più avanzate della Cina. Deleterie furono soprattutto le relazioni col Regno Unito, principale importatore d'oppio nell'impero. Fino al 1816 i britannici tentarono di stabilire relazioni formali con la dinastia Qing, ma le missioni diplomatiche vennero sempre respinte, portando nel tempo a una maggiore aggressività da parte del governo britannico. Canton era l'unico porto cinese aperto al commercio estero, ma le pressioni dei grandi conglomerati finanziari spinsero il Regno Unito ad una politica economica sempre più invadente nei confronti dell'impero. Nel 1839 le autorità cinesi, visti i devastanti effetti dell'oppio sulla popolazione, ne distrussero grandi quantitativi e preclusero ai britannici il commercio cinese. Ciò scatenò la prima guerra dell'oppio, conclusasi nel 1842 con una disastrosa sconfitta cinese: con la firma del trattato di Nanchino la Cina non solo dovette permettere nuovamente l'importazione di oppiacei, ma dovette cedere il controllo di Hong Kong, che divenne colonia inglese, e numerosi nuovi porti furono aperti al libero commercio e soprattutto all'attività dei missionari cristiani, fino ad allora banditi dalla Cina.
Oltre al controllo di Hong Kong, i britannici ottennero numerose altre concessioni nei porti cinesi, zone a tutti gli effetti territori britannici in quanto non più rispondenti alla legge cinese. Oltre a ciò, i missionari cristiani cominciarono a spingersi sempre più verso l'interno della Cina, causando col loro zelo religioso il risentimento della popolazione cinese, che cominciò a maturare una forte xenofobia verso gli stranieri. In contemporanea altre grandi potenze cercarono di approfittare della debolezza della Cina, imponendo a loro volta accordi svantaggiosi al governo di Pechino, ricordati come i trattati ineguali. In questi anni esplose anche l'emigrazione dei coolie, gli operai cinesi impiegati nei lavori più pesanti soprattutto nelle Americhe, il cui trasporto divenne poco meno che tratta di esseri umani.
Nel 1854, approfittando della rivolta dei Taiping che aveva precipitato la Cina nella guerra civile, Regno Unito, Francia e Stati Uniti d'America sfruttarono il rifiuto cinese di aprire anche i grandi fiumi al commercio per scatenare la seconda guerra dell'oppio, risoltasi in un'altra disfatta imperiale. Nel 1857 la Cina perse anche Macao, che divenne colonia portoghese. Nel 1860 la dinastia Qing si piegò del tutto al volere delle potenze straniere, che rafforzarono i trattati ineguali e assistettero l'esercito imperiale nel reprimere la rivolta dei Taiping. L'importante porto di Tientsin divenne la principale base straniera nella Cina settentrionale, ospitando da allora numerose concessioni e contingenti di truppe internazionali.

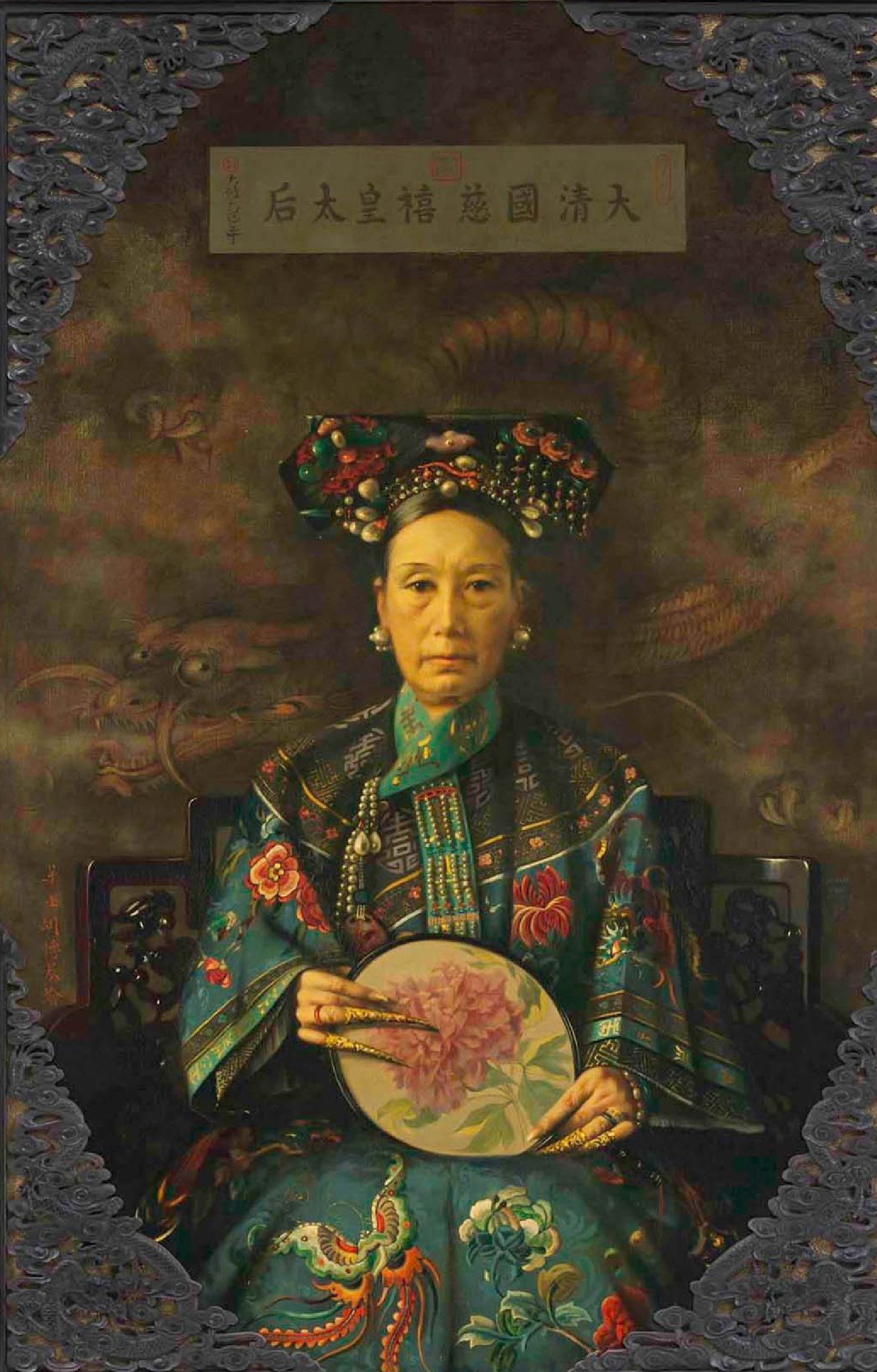
L'imperatrice vedova Cixi ritratta da Hubert Vos (1905)

### L'imperatrice Cixi

#### Tentativi di modernizzazione dell'impero
Nella seconda metà del XIX secolo la politica cinese fu dominata da Cixi, che da semplice concubina dell'imperatore Xianfeng (1850-1861) riuscì man mano ad accumulare ricchezza e potere all'interno della corte della Città Proibita. Politica fine e opportunista, durante il regno del figlio Tongzhi (1861-1875) si scontrò con la fazione xenofoba della corte, cercando la collaborazione delle potenze coloniali in cambio di numerose concessioni economiche e territoriali. Alla morte del figlio, orchestrò la salita al trono del nipote Guangxu (1875-1908), che cercò sempre di mantenere come un imperatore fantoccio soggetto al suo volere.
Conscia dell'arretratezza militare nei confronti delle potenze europee e soprattutto del vicino e bellicoso Giappone, Cixi promosse un rapido ammodernamento della Cina, aprendo infine del tutto il commercio cinese agli affaristi stranieri. Ciò causò la forte reazione dei tradizionalisti, che componevano una vasta parte della società cinese e che malvedevano la rapidità dei cambiamenti, il grande afflusso degli stranieri e il loro crescente potere politico-finanziario. Motivo di particolare resistenza tradizionalista fu la creazione del sistema ferroviario cinese, per la cui realizzazione si sarebbero dovuti effettuare grandi lavori di scavo nelle campagne distruggendo così innumerevoli tombe e cimiteri, sacrilegio imperdonabile per la religione tradizionale cinese. A far naufragare le riforme volute da Cixi fu anche la grande autonomia di cui godevano i governatori provinciali, che raramente si attenevano ai proclami provenienti da Pechino. Tali condizioni, unite ad anni di prolungate carestie e siccità, spaccarono l'impero e, data la mai completa repressione della rivolta dei Taiping (1850-1864), lo fecero precipitare in uno stato semi-permanente di anarchia, dove aggressioni contro gli occidentali e i cinesi cristiani si fecero sempre più frequenti.

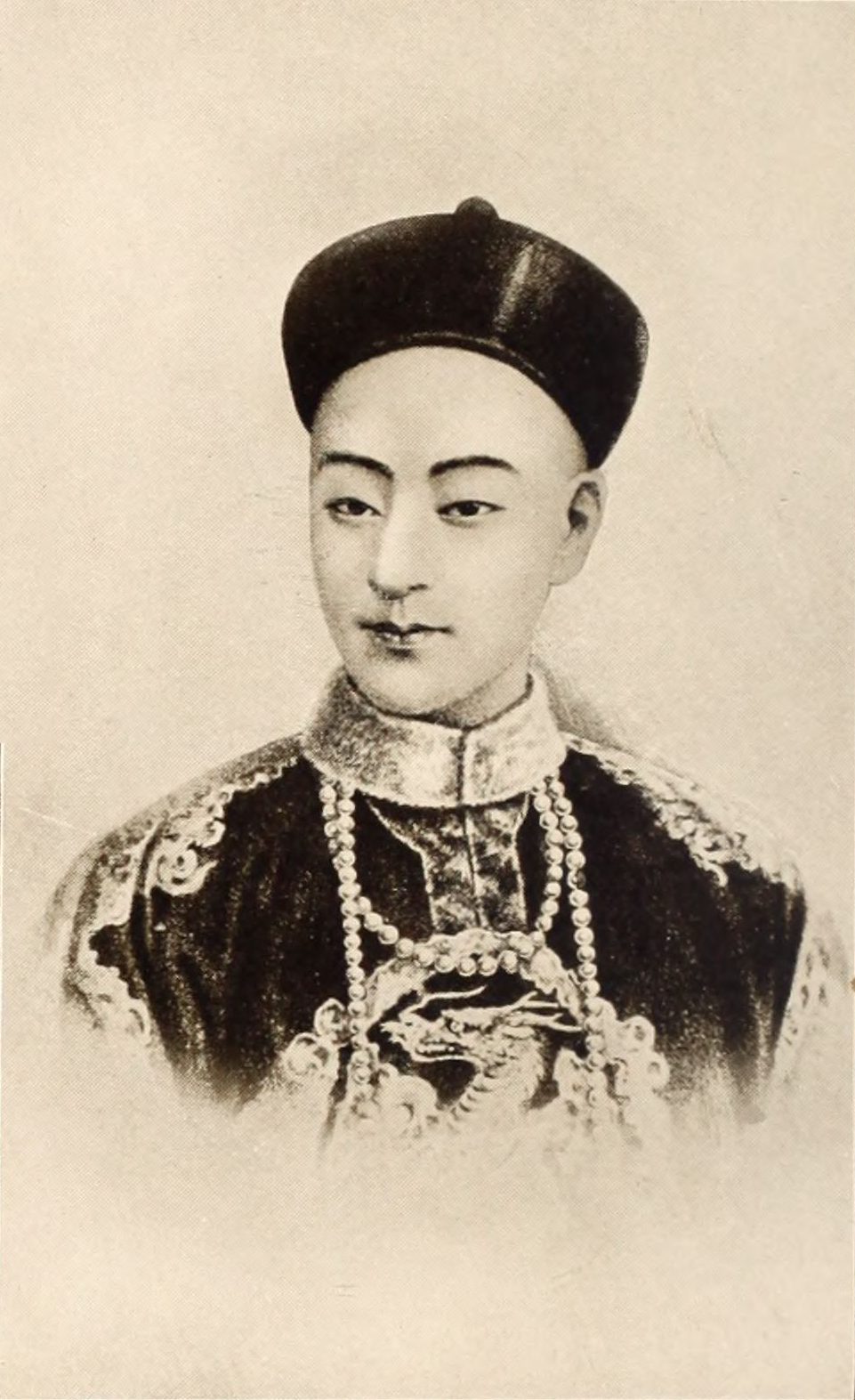
Ritratto dell'imperatore Guangxu, la cui debolezza fu una delle principali cause del collasso della dinastia Qing

#### Erosione del potere imperiale
Nel 1889 l'imperatore Guangxu aveva raggiunto la maggiore età, portando Cixi a farsi ufficialmente da parte, anche se in realtà deteneva sempre un saldo controllo della politica nazionale. L'imperatore tuttavia si dimostrò presto insofferente al controllo dell'imperatrice vedova, arrivando perfino a rifiutare di consumare l'unione con la moglie Longyu, nipote di Cixi. Educato da maestri tradizionalisti, Guangxu disconobbe le riforme di Cixi e si rifiutò perfino di ricevere i diplomatici occidentali, errore grossolano dato lo scarso controllo che ormai l'impero deteneva di larghe porzioni del suo territorio. Inoltre la sconfitta nella prima guerra sino-giapponese per il controllo della Corea (1894-1895) costituì un'ulteriore perdita di prestigio, e la cessione forzata al Giappone della penisola di Liaodong e dell'isola di Formosa con l'umiliante trattato di Shimonoseki fecero riconoscere Guangxu come un sovrano estremamente debole e incapace.
La sconfitta col Giappone causò un peggioramento rapidissimo delle condizioni cinesi. Non solo il Giappone pretese e ottenne esorbitanti risarcimenti di guerra e cessioni di territori, ma anche le potenze occidentali, constatata la debolezza dell'impero, si mostrarono sempre più rapaci, impossessandosi militarmente di molte aree costiere della Cina. In una mossa disperata, Guangxu concesse all'Impero russo l'effettivo controllo di parte della Manciuria in cambio di un'alleanza anti-nipponica. In contemporanea il Regno Unito si impossessò di molte città costiere come Weihai ed espanse la colonia di Hong Kong, mentre l'Impero tedesco prese sotto il suo diretto controllo il porto di Tsingtao e alcune zone costiere dello Shandong. Guangxu, vedendo rapidamente svanire il proprio potere, nel giugno 1898 tentò allora un radicale progetto di rinnovamento nazionale, la riforma dei cento giorni, allineandosi sostanzialmente alla modernizzazione in precedenza voluta da Cixi. Tuttavia l'imperatrice, vedendo l'opportunità per riprendere il potere, appoggiò un colpo di Stato condotto dai tradizionalisti, che nel settembre 1898 conquistarono la Città Proibita, cacciarono i legislatori modernisti e imprigionarono Guangxu, che da allora divenne una mera personalità di facciata alla completa mercé di Cixi. Col ritorno al potere di Cixi, nella Città Proibita si affermò sempre più la fazione xenofoba, capitanata dal principe Duan, che voleva l'espulsione (anche violenta) di tutti gli stranieri dalla Cina, e che per questo era molto favorevole ad un movimento popolare allora in rapidissima espansione, la Società di giustizia e concordia, i cui appartenenti erano noti come Boxer.
I Boxer erano riconoscibili perché usavano portare indumenti rossi, solitamente delle camice oppure dei fazzoletti e delle fasce legate in vita, e perché attaccavano brandendo armi molto grandi e vistose, come giavellotti, sciabole e coltellacci. Non c'erano restrizioni sull'appartenenza al movimento dei Boxer, tanto che numerose donne combatterono con loro durante la rivolta. Molti erano praticanti del kung fu e credenti nella religione tradizionale cinese, prendendo periodicamente parte a riti propiziatori dove venivano ripetute litanie considerate incantesimi d'invulnerabilità, che avrebbero dovuto proteggerli dai proiettili occidentali. Nell'immagine si vede un manichino di cera che riproduce l'abbigliamento e l'armamentario dei Boxer.

### I Boxer

#### I Pugni di giustizia e concordia
La popolazione cinese aveva sempre malvisto i missionari cristiani, e il loro rapido aumento durante tutto il XIX secolo creò infine un aspro clima di cristianofobia, che interessò anche molte migliaia di convertiti, visti come traditori della millenaria tradizione cinese. Nella società cinese rurale si diffuse la convinzione che i cristiani fossero la causa di tutti i mali dell'impero, cosa che portò alla nascita di una vera e propria isteria di massa riguardo tutto ciò che era straniero. A partire dagli anni 1880 cominciarono atti di resistenza contro le culture straniere, dapprima semplici furti, danneggiamenti e sabotaggi di proprietà cristiane ed europee, come ferrovie e linee telegrafiche. Tuttavia col tempo, visto anche l'atteggiamento spesso apertamente razzista degli occidentali, cominciarono aggressioni e, sempre più spesso, torture e omicidi.
Fu in questo clima che, verso la fine degli anni 1880, nacque la società segreta dei Pugni di giustizia e concordia (Yihequan, 义和拳, poi Yihetuan, 义和团, "Società di giustizia e concordia"), di orientamento fortemente nazionalista, xenofobo, anticristiano e antioccidentale, il cui scopo ultimo era la cacciata degli stranieri dalla Cina e la distruzione di tutti gli elementi estranei alla civiltà cinese. Nata nello Shandong, la società segreta si sparse velocemente per molte province cinesi settentrionali e guadagnò ampio sostegno nella popolazione han, principale etnia dell'impero. Le violenze xenofobe e anticristiane, dapprima casuali e sparse, sotto la guida dei Pugni divennero più mirate, capillari ed eclatanti, e la stampa occidentale etichettò gli appartenenti alla società segreta come Boxer ("pugili") data la loro aggressività e il loro utilizzo delle arti marziali cinesi.

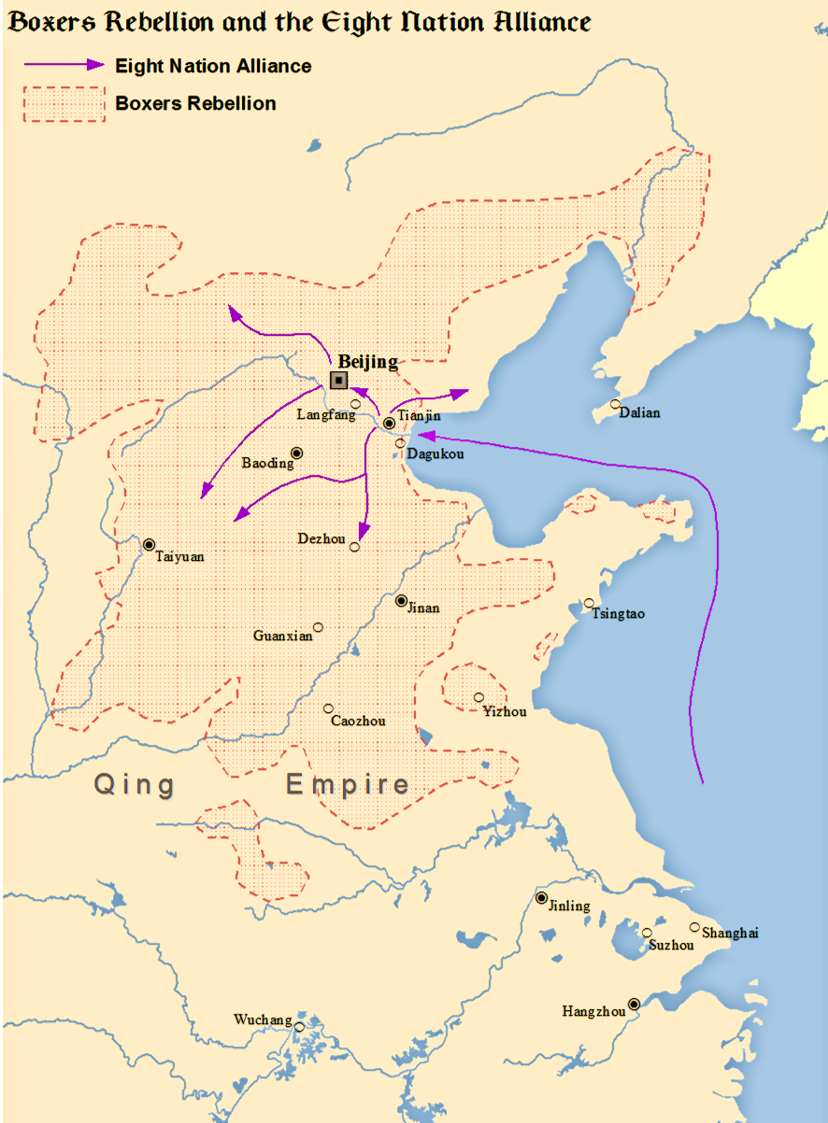
Estensione della rivolta dei Boxer

#### Lo scoppio della rivolta
Le violenze dei Boxer causarono l'altrettanto rigida reazione delle potenze coloniali. Riconosciuta la minaccia dei ribelli cinesi, a fronte delle autorità imperiali sostanzialmente indifferenti ciascuna potenza coloniale prese misure indipendenti e più o meno estreme: i missionari intensificarono l'opera di conversione e demonizzazione della religione cinese, i britannici operarono nella concessione di Shanghai una rigida segregazione razziale nei confronti dei cinesi e l'Impero tedesco, che controllava alcune aree dello Shandong, nella primavera del 1899 condusse una spedizione punitiva nell'interno della provincia, causando centinaia di morti. Nel 1898 inoltre i missionari cristiani erano stati riconosciuti dal governo cinese come legalmente eguali dei diplomatici, ponendoli in una posizione sociale fortemente privilegiata. L'attacco tedesco e i privilegi concessi ai missionari ottennero il risultato di far inferocire la popolazione, aumentando il sostegno verso i Boxer.
Nonostante l'ufficiale condanna dei Boxer da parte di Cixi, essi si fecero sempre più audaci, dando inizio alla rivolta dei Boxer, che scoppiò proprio nello Shandong. Il 18 ottobre 1899 si asserragliarono nel tempio di Senluo nella contea di Pingyuan, venendo a fatica cacciati da unità dell'esercito imperiale cinese, mentre il 30 dicembre uccisero il reverendo anglicano Brooks, causando le veementi proteste del Regno Unito verso l'imperatrice. Cixi quindi, nei primi mesi del 1900, emise numerosi bandi decretando severe punizioni per i Boxer catturati, ma ciò non scoraggiò i ribelli dall'agire con sempre più audacia. Nel frattempo iniziarono i massacri della popolazione cristiana cinese, e alcune stime ritengono che solo tra il 1899 e il 1900 siano stati uccisi dai Boxer tra 20 000 e 30 000 cristiani cinesi. Con essi, anche 231 occidentali persero la vita, tra cui 150 religiosi.

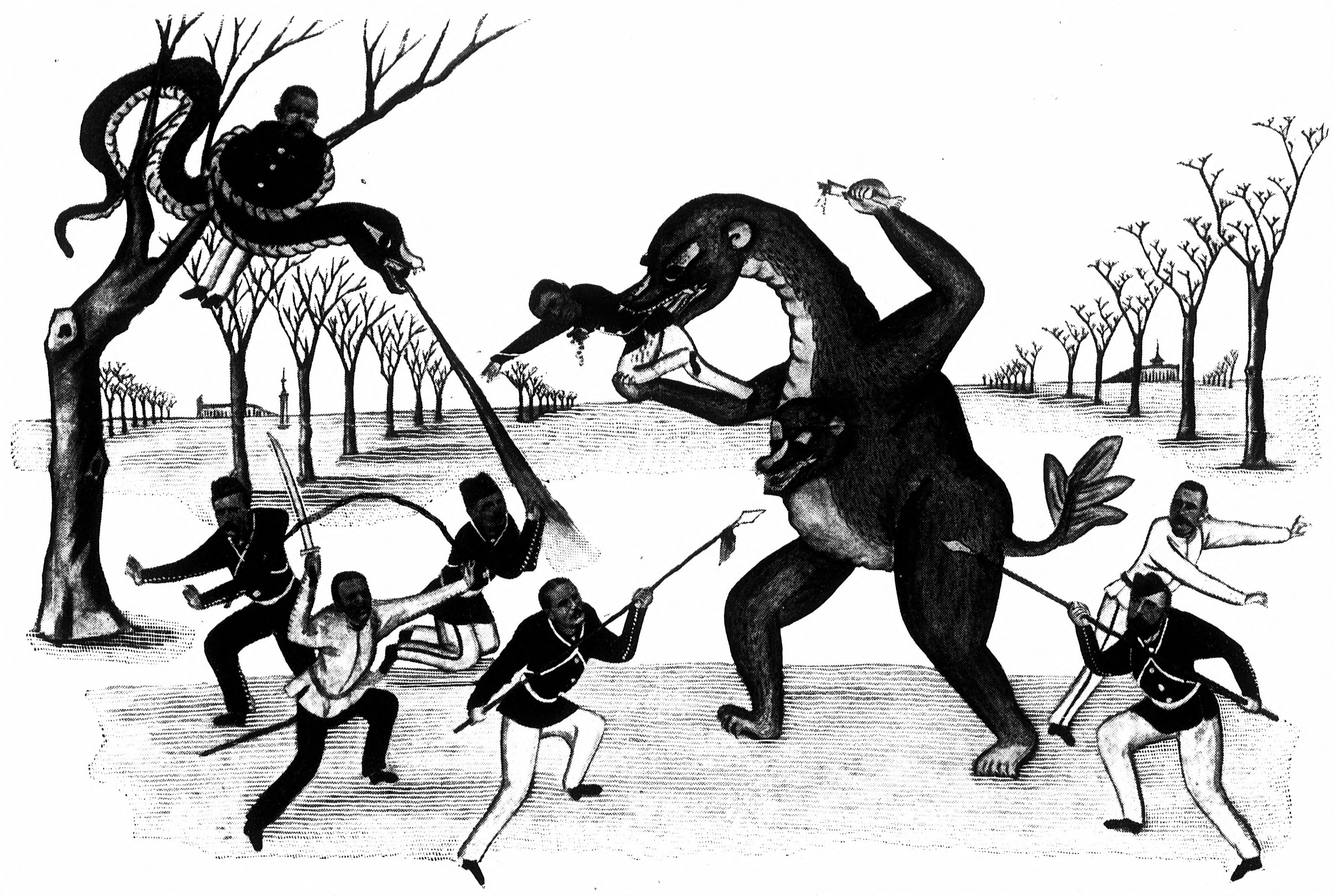
Un manifesto stampato dai Boxer, che mostra gli stranieri che tentano di abbattere il drago cinese

#### Pechino nel caos
Mentre gli editti imperiali erano praticamente ignorati, i Boxer ormai spadroneggiavano per le campagne, aggredendo tutti gli occidentali e i cinesi cattolici che incontravano, spesso mortalmente, distruggendo le rotaie della ferrovia e tagliando le linee telegrafiche. Nell'aprile 1900 attacchi dei Boxer si registrarono nei dintorni di Pechino e Tientsin, sempre più vicino alle sedi del potere coloniale. Il 20 aprile i ribelli assaltarono la missione cattolica di Baoding, a 160 km da Pechino, massacrando tutti i sacerdoti e i fedeli che trovarono. Fino all'inizio di maggio il quartiere delle legazioni internazionali di Pechino non era considerato in pericolo, ma il rapido deteriorarsi della situazione politica interna della Cina mise in allarme i residenti stranieri. Migliaia di profughi si riversarono nella capitale, e tra loro s'infiltrarono gli stessi Boxer, che fino ad allora non avevano osato mostrarsi tanto vicino al potere imperiale. Il 26 maggio i Boxer distrussero la ferrovia a Fengtai, poco fuori Pechino, mentre a 25 km dalla capitale un gruppo di ingegneri belgi con le famiglie fu assediato dai Boxer nella località di Chang Hsin Tien fino al giorno successivo, quando fu soccorso da un gruppo di volontari. Il 31 maggio, mentre le legazioni occidentali cominciavano a mobilitarsi per il pericolo percepito ormai come imminente, comparvero in tutta la città centinaia di manifesti redatti dai Boxer, che minacciavano di morte gli occidentali se entro tre mesi non si fossero ritirati dalla Cina. Dai primi di giugno processioni di Boxer infuriati cominciarono a passare ogni giorno provocatoriamente nei pressi delle legazioni. Il 3 giugno fu divelta la ferrovia che collegava Pechino e Tientsin, e gli ingegneri inviati a ripararla furono uccisi. L'8 giugno gli ambasciatori e i capi militari delle legazioni si riunirono d'urgenza, organizzando un piano di difesa del quartiere in caso di estremo peggioramento della situazione. Lo stesso giorno, nonostante l'opposizione del capitano statunitense John T. Myers, la legazione belga, la più esterna e isolata di tutte le ambasciate, fu abbandonata perché indifendibile, e fu subito devastata dai Boxer. Il 9 giugno l'ambasciatore britannico, sir Claude Maxwell MacDonald, richiese urgentemente rinforzi alle basi europee sulla costa, seguito poco dopo dagli altri diplomatici coi rispettivi paesi. Visto l'intensificarsi delle violenze, le missioni cristiane più esterne richiesero una scorta armata, ma le legazioni rifiutarono in quanto non avevano truppe a sufficienza da inviare.
Il quartiere delle legazioni di Pechino era lungo circa 3 km e largo 1,5, ubicato nell'area della città designata dal governo Qing per le legazioni straniere, a ridosso delle mura di Sud-Est della città imperiale. Nel 1900 vi erano undici legazioni nel quartiere (Regno Unito, Stati Uniti d'America, Giappone, Impero tedesco, Impero russo, Impero austro-ungarico, Regno d'Italia, Francia, Belgio, Spagna e Paesi Bassi), così come un certo numero di imprese straniere e banche. Sparse per il quartiere vi erano anche alcune case e imprese occupate da cinesi. Le 12 organizzazioni cristiane di missionari a Pechino non si trovavano nel quartiere, ma piuttosto disperse per la città. In totale, risiedevano nella città circa un migliaio di civili provenienti dai Paesi Occidentali e dal Giappone. All'estremità settentrionale del quartiere delle Legazioni vi era la Città imperiale dove risiedeva l'imperatrice vedova Cixi. All'estremità meridionale vi era la massiccia muraglia tartara che circondava la città. I confini orientale e occidentale erano invece due grandi strade. Il quartiere era poi tagliato da nord a sud da un piccolo canale di scolo.
Cixi, viste le richieste di garanzie dei diplomatici stranieri, autorizzò l'arrivo di quattrocento soldati di varie nazionalità provenienti da Tientsin che facessero la guardia al quartiere delle legazioni, nel quale si stavano riversando centinaia di civili occidentali fuggiti dal resto della Cina e migliaia di profughi cinesi di religione cristiana. In pochi giorni il contingente (composto da 75 britannici, russi e francesi, 60 statunitensi, 50 tedeschi, 41 italiani e 30 giapponesi e austroungarici) giunse a Pechino, ma a fronte delle decine di migliaia di Boxer presenti tutt'intorno la forza fu ritenuta ampiamente insufficiente e i diplomatici richiesero con urgenza l'invio di altre truppe. Il 5 giugno 11 marinai italiani, al comando di Angelo Olivieri, furono inviati a rinforzare il contingente francese a guardia della chiesa del Salvatore, la cattedrale cattolica di Pechino, e non rientrarono più alle legazioni; i restanti italiani rimasero a difesa delle legazioni, comandati dal tenente Federico Tommaso Paolini. Il 10 giugno 1900 dal porto di Tientsin, che cominciò a subire attacchi dei ribelli, partì in soccorso delle legazioni la spedizione Seymour, costituita da più di 2000 uomini di varie nazionalità. La partenza della spedizione irritò Cixi, che istigata dallo xenofobo principe Duan, appena nominato ministro degli Esteri, intimò ai diplomatici di fermarla e di ordinare all'ammiraglio Edward Hobart Seymour di tornare indietro. I diplomatici occidentali tuttavia rifiutarono, e Cixi allora cambiò approccio e segretamente autorizzò i Boxer a portare scompiglio a Pechino e fuori, inviando anche contingenti dell'esercito imperiale per fermare l'avanzata di Seymour, sconfitto il 18 giugno alla battaglia di Langfang, a metà strada tra Tienstin e Pechino.

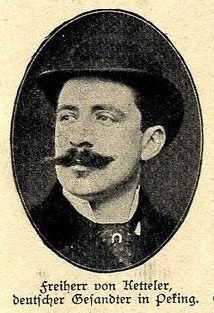
Foto del plenipotenziario tedesco a Pechino Clemens von Ketteler, il cui assassinio il 20 giugno 1900 diede il via all'assedio delle legazioni

#### I primi scontri
Nel frattempo a Pechino la situazione stava rapidamente precipitando. Il 10 giugno l'esercito imperiale sgombrò buona parte della città, lasciando ai Boxer il controllo delle strade. Essi aggredivano chiunque non fosse cinese: lo stesso 10 giugno bruciarono la legazione britannica estiva fuori dalla città, mentre l'11 un impiegato della legazione giapponese, il cancelliere Akira Sugiyama, recatosi alla stazione ferroviaria per avere notizie della spedizione Seymour, fu linciato da una folla inferocita, fra cui furono riconosciuti anche soldati dell'esercito imperiale. Cixi porse le proprie condoglianze ai giapponesi, ma non fece nulla per punire i colpevoli né per fermare gli ormai esaltati Boxer, che nei giorni successivi attaccarono la stazione ferroviaria e bruciarono chiese, scuole, banche, hotel e stazioni commerciali; venne perfino profanato il cimitero cattolico della capitale, con le tombe distrutte e i cadaveri fatti a pezzi e impalati in bella vista delle legazioni straniere. La notte del 13 giugno alcuni Boxer attaccarono la legazione austroungarica, ma furono respinti a colpi di mitragliatrice. In risposta alle violenze, le varie legazioni organizzarono delle ronde armate che presidiavano gli isolati circostanti alle ambasciate, salvando gli europei e i cinesi cristiani aggrediti e disperdendo i drappelli di Boxer che trovavano, spesso facendo vittime. Essi tuttavia si fecero sempre più audaci, e gruppi sempre più grandi cominciarono a dirigersi verso le legazioni, venendo tuttavia respinti da scariche di fucileria. L'ambasciatore tedesco Clemens von Ketteler, tra i più energici contro la minaccia dei Boxer, il 13 picchiò due Boxer poco fuori dalle legazioni, e un ribelle catturato fu poi ucciso dai tedeschi mentre tentava di fuggire; lo stesso giorno una pattuglia italo-tedesca saccheggiò un tempio buddista che si credeva un covo ribelle. Il 14 giugno una pattuglia italiana di 5 uomini, allontanatasi dalla spedizione Seymour, fu sorpresa dai Boxer e massacrata; di essi, Vincenzo Rossi ricevette la medaglia d'oro al valor militare. Tra il 14 e il 15 gli occidentali cominciarono a costruire barricate per impedire l'accesso esterno al quartiere delle legazioni. Secondo l'ambasciatore americano Edwin H. Conger, già al 15 giugno erano stati uccisi almeno un centinaio di Boxer che avevano tentato di attaccare le legazioni.

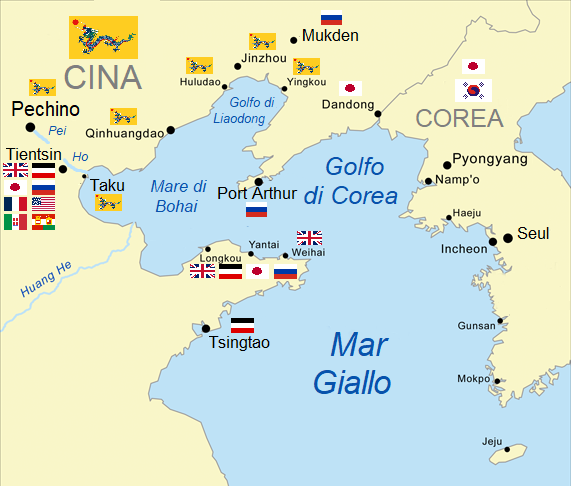
Mappa delle zone della Cina settentrionale sotto controllo straniero o con forte presenza straniera alla vigilia della rivolta dei Boxer

Il 16 giugno Cixi, per non sfigurare con gli occidentali, mandò un ridotto contingente di guardie imperiali a presidiare le legazioni, ma era una mera azione di facciata. Allo stesso tempo si verificò uno stallo temporaneo da parte dei Boxer: mentre erano intenti al saccheggio di un mercato, inavvertitamente diedero fuoco alla Porta di Zhengyangmen, considerata sacra; il rogo della Porta fu interpretato come un pessimo presagio, e per quei giorni i ribelli sospesero gli attacchi. Nel frattempo tuttavia, mentre ancora Seymour marciava verso Pechino, i paesi occidentali si stavano rapidamente coalizzando: formata l'Alleanza delle otto nazioni per abbattere i Boxer, lo stesso giorno 16 furono attaccati i forti imperiali di Taku a difesa di Tientsin, conquistati dopo intensi combattimenti. La perdita dei forti fece infuriare Cixi, che lasciò che i Boxer spadroneggiassero per le vie della città. La sconfitta europea a Langfang del 18 giugno esaltò ancora di più i ribelli, che attaccarono con ancor più forza. Il 19 l'imperatrice diede un ultimatum agli occidentali: dovevano lasciare Pechino entro un giorno, o le autorità imperiali avrebbero dichiarato guerra. I diplomatici rifiutarono l'ultimatum, essendo ormai impossibile abbandonare la città senza pericolo. Il 20 giugno l'ambasciatore tedesco Clemens von Ketteler, sicuro di poter convincere il principe Duan ad influenzare l'imperatrice in favore degli stranieri, tentò di recarsi al ministero degli Esteri cinese, ma fu invece sorpreso e assassinato dai Boxer a poche centinaia di metri dalle legazioni. Subito dopo Cixi dichiarò guerra a tutte e 11 le potenze straniere rappresentate a Pechino: era l'inizio dell'assedio.

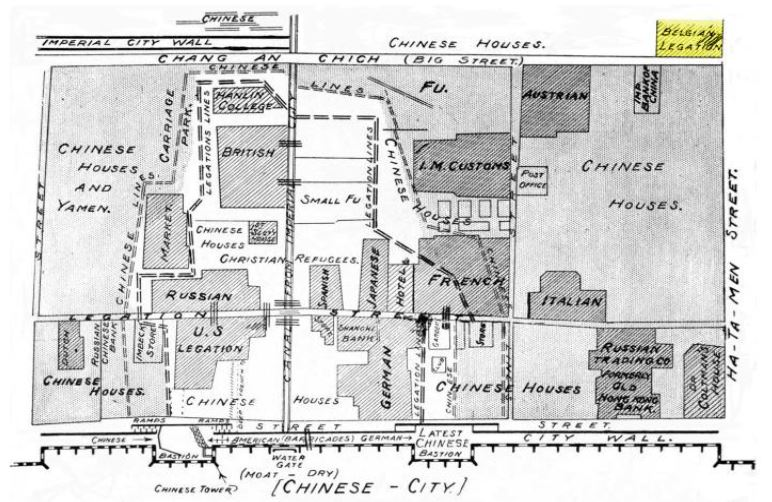
Mappa del quartiere delle legazioni di Pechino, con l'ubicazione delle legazioni diplomatiche straniere e della prima linea durante l'assedio

## L'assedio e i soccorsi

### Assedio delle legazioni

#### Organizzazione dei difensori
Nel quartiere erano rifugiati 473 civili occidentali e circa 3000 cristiani cinesi, difesi da 436 soldati di varie nazionalità giunti pochi giorni prima appena in tempo per presidiare il quartiere, a cui si aggiunsero più di un centinaio di volontari raccolti sul momento tra i rifugiati. I civili occidentali e molti cinesi si organizzarono per fortificare il quartiere, portare un servizio di primo soccorso per i feriti e gestire i razionamenti (anche se dei pozzi presenti nella legazione britannica garantivano una grande scorta d'acqua). Chi non era in grado di combattere si rifugiò nel Su Wang Fu (chiamato anche "villa del Foo"), un palazzo signorile abbandonato sito tra le legazioni britannica, spagnola e giapponese. Chi non era riuscito a rifugiarsi nelle legazioni aveva trovato riparo nella cattedrale di Beitang, la principale chiesa cristiana della capitale, sita a 5 km dal quartiere delle legazioni, dove una manciata di marinai francesi e italiani si trovò a sua volta assediata dai Boxer, che intendevano massacrare le migliaia di cinesi cristiani che avevano trovato asilo nell'edificio. Le legazioni non poterono soccorrere la Beitang, che quindi fu lasciata al proprio destino e che dovette a sua volta resistere ad un lungo assedio.

La legazione britannica fortificata

Dopo la revoca quasi subitanea del comandante provvisorio Thomann von Montalmar non vi fu mai nessuna organizzazione militare unitaria delle legazioni, e ognuna pensò a difendersi in relativa autonomia, mentre invece a livello politico l'ambasciatore britannico Claude Maxwell MacDonald fu riconosciuto a capo degli assediati. Il lato sud era difeso da russi e statunitensi, quello est da francesi, tedeschi e austriaci, quello nordest da giapponesi e italiani, mentre quello ovest dai britannici. Il quartiere delle legazioni era tagliato in due da est a ovest da un grande viale, che fu ostruito con barricate, mentre le legazioni e alcuni altri edifici furono fortificati in fretta e furia. Le scorte di munizioni erano ridotte, ed erano presenti solo due mitragliatrici. Dato il vasto perimetro da difendere, le esigue truppe occidentali organizzarono più linee di difesa, cercando di disperdere il meno possibile le proprie forze e abbandonando le sezioni ritenute meno difendibili per concentrare le proprie linee di tiro e massimizzare la capacità di difesa. Le legazioni più esterne e quindi esposte come quelle italiana, belga, olandese, austriaca e parte di quella francese furono abbandonate perché indifendibili; quelle italiana, austriaca e olandese dapprima furono tenute, ma dopo i primi assalti si dimostrarono punti molto deboli delle linee di difesa, venendone quindi escluse. I Boxer nel frattempo sfruttavano la propria grande consistenza numerica per lanciare continui attacchi contro le barricate degli occidentali, venendo ogni volta respinti con grandi perdite.
Contemporaneamente le violenze imperversavano anche fuori da Pechino: nello Shanxi il governatore xenofobo Yuxian dava la caccia ai missionari occidentali e ai cinesi cattolici, compiendo massacri e orrende torture. Parimenti, gli occidentali non facevano prigionieri: come testimoniato dal diario del rifugiato britannico Lancelot Giles, durante un assalto venti Boxer caddero in mano ai soldati francesi, che subito li massacrarono a colpi di baionetta.

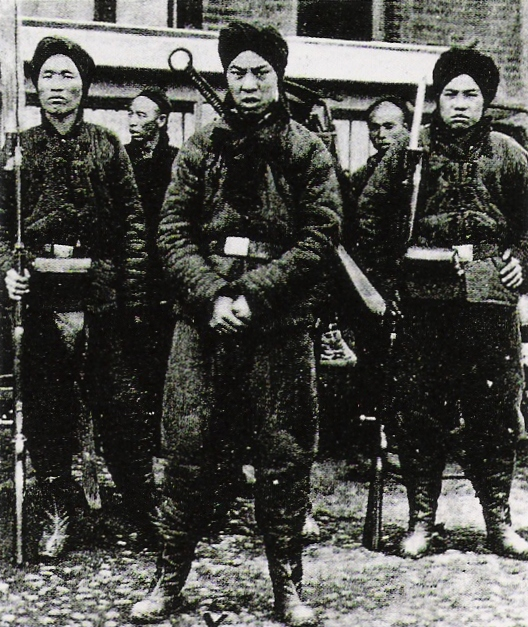
Un drappello di soldati Boxer

#### Il ruolo di Cixi e della corte cinese
Durante tutta la crisi l'imperatrice Cixi mantenne un comportamento assai ambiguo. Se da una parte appoggiava i Boxer nei loro attacchi contro gli occidentali e impediva loro qualsiasi comunicazione con l'esterno, dall'altra tentava di mostrarsi preoccupata per le sofferenze degli stranieri, e spesso mandava carichi di cibo alle legazioni assediate per comprovarlo visto che esse quasi non avevano scorte. La corte cinese era a sua volta fortemente divisa tra una fazione più moderata e il partito xenofobo, che ormai incitava apertamente i Boxer alla rivolta.
In definitiva, la politica di Cixi era volta a mantenersi equidistante da entrambi gli schieramenti: mentre desiderava spaventare gli occidentali con una dimostrazione di forza e mostrarsi vicina al sentimento anti-forestiero della popolazione, mancò sempre da parte sua l'autorizzazione ad assestare il colpo definitivo alle legazioni, linea che forse voleva indebolire il movimento dei Boxer causando loro massicce perdite affinché non diventassero troppo potenti. Il mancato affondo alle legazioni probabilmente fu dovuto all'influenza dei generali Ronglu e Dong Fuxiang, principali oppositori dei Boxer e del principe Duan, che temevano la crescita della sua influenza in caso di vittoria del partito xenofobo.

#### Gli attacchi alle legazioni
L'assassinio di von Ketteler il 20 giugno 1900 è considerato l'inizio dell'assedio delle legazioni, anche se i primi combattimenti erano cominciati in maniera sporadica già il 10 giugno. Subito dopo l'omicidio, il cerchio dei Boxer si chiuse attorno al quartiere delle legazioni, e nessuno poté più entrare né uscire senza correre pericolo mortale. Alle 16:00 alcuni cannoni imperiali aprirono il fuoco contro le legazioni, causando alcuni danni. Un primo attacco dei Boxer fu subito respinto lo stesso 20 giugno: il principale assalto si concentrò contro la legazione austriaca, mentre la legazione britannica fu data alle fiamme e quella olandese completamente distrutta e abbandonata.

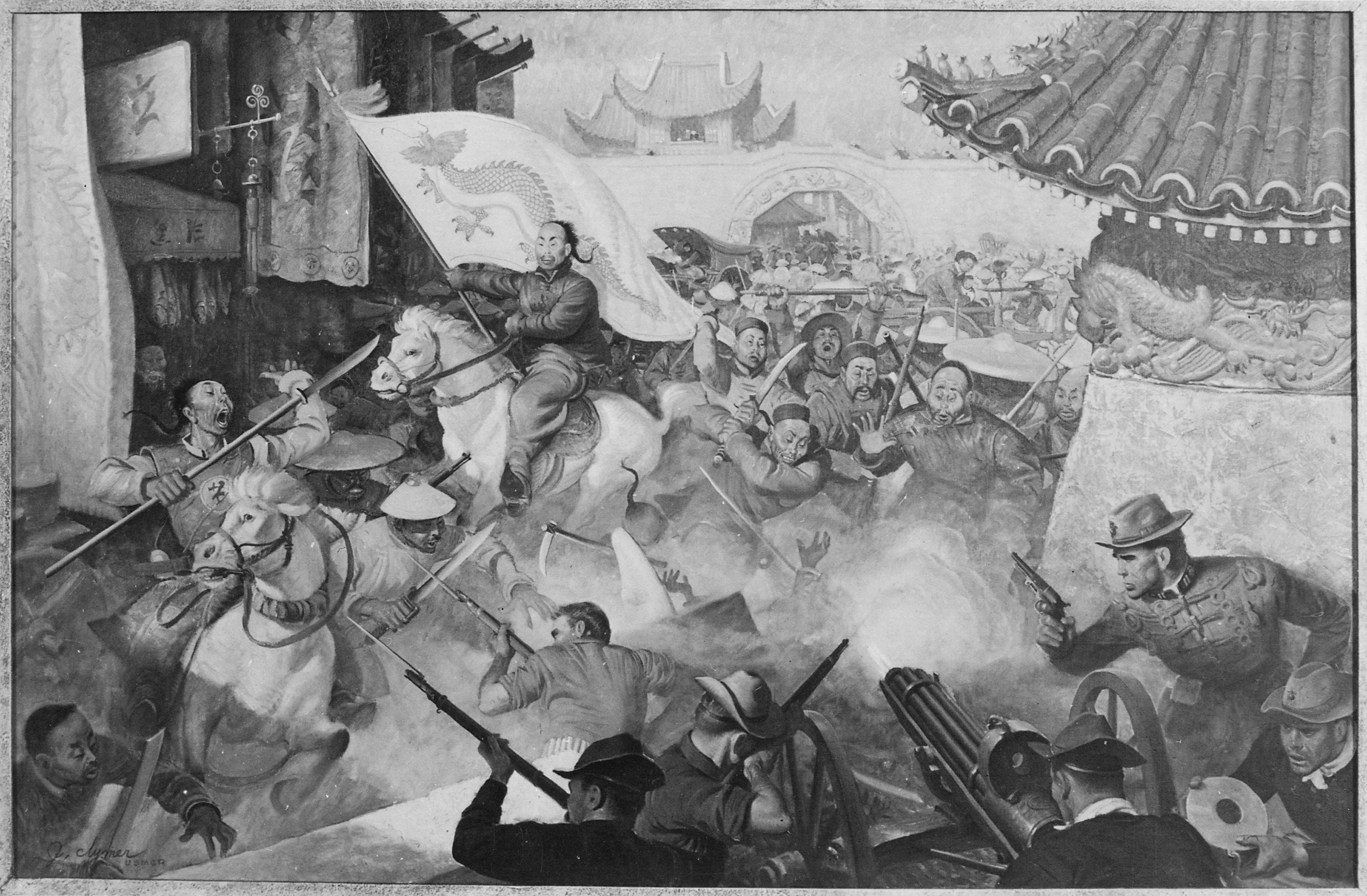
L'assalto dei Boxer alla legazione statunitense in un quadro d'epoca

Il primo attacco coordinato tra i Boxer e l'esercito imperiale avvenne il 21 giugno, e fu respinto a fatica dai difensori delle legazioni. Il comandante provvisorio delle truppe, il capitano austriaco Eduard Thomann von Montalmar, ordinò frettolosamente ai soldati di ripiegare verso l'interno del quartiere, e per questo fu subito sollevato dal comando (morì poi combattendo l'8 luglio successivo). Nel frattempo i Boxer, come atto intimidatorio, diedero fuoco all'ormai deserta legazione italiana. Il 23 giugno invece il fuoco fu appiccato a numerosi edifici adiacenti alle legazioni, come il Mercato Mongolo e l'Accademia Hanlin, nella speranza che le fiamme si propagassero fin nel quartiere assediato e che l'aria irrespirabile fiaccasse la resistenza dei difensori. Gli incendi tuttavia distrussero solo gli edifici stessi, creando una terra di nessuno attorno al quartiere delle legazioni che facilitò il tiro degli occidentali. Nei giorni successivi giapponesi, tedeschi e statunitensi mossero alcuni contrattacchi, che riuscirono a raggiungere le mura interne della città permettendo la costruzione di nuove barricate. Dopo i primi giorni, i Boxer si limitarono per settimane a semplici azioni dimostrative in attesa di organizzare assalti più efficaci.

Il cannone composito utilizzato durante la difesa delle legazioni, soprannominato "Betsey, il Cannone Internazionale"

Nonostante i temporanei successi dei difensori, il quartiere era continuamente bombardato dall'artiglieria cinese, contro cui gli occidentali non avevano difese se non improvvisati rifugi costruiti con sacchi di sabbia. Inoltre i dintorni delle legazioni erano infestati da cecchini, che martellavano continuamente le posizioni dei difensori a colpi di fucile. I primi grandi assalti di fanteria cinese tra il 24 e il 25 giugno riuscirono a conquistare la legazione austriaca, per poi rivolgersi contro quella francese, il Su Wang Fu e le mura difese da statunitensi e russi. Tra il 25 e il 26 i cinesi concessero una tregua, forse per disaccordi occorsi tra Cixi e il principe Duan, e in seguito i combattimenti proseguirono a bassa intensità fino all'inizio di luglio. La situazione per i difensori cominciò a farsi difficile: i morti erano già 40 e i feriti 72, i vari corpi diplomatici e militari stavano litigando tra loro, viveri e munizioni scarseggiavano e tra i rifugiati cinesi erano scoppiati focolai di vaiolo, scarlattina e dissenteria.
Il 7 luglio alcuni lavoranti cinesi che scavavano una trincea rinvennero un vecchio cannone europeo di bronzo risalente alla seconda guerra dell'oppio, che fu montato su un carretto italiano e armato con proiettili russi vagamente compatibili, venendo soprannominato "il Cannone Internazionale" o anche "Betsey", divenendo il simbolo della difesa congiunta delle legazioni. Il 13 luglio la tregua fu infine rotta e i Boxer mossero un poderoso assalto alla legazione francese, che in parte fu fatta saltare in aria. Subito dopo giunse alla corte cinese la notizia della caduta di Tientsin, e Cixi concesse quindi una nuova tregua offrendo ai civili europei asilo in un vicino palazzo sotto controllo dell'esercito imperiale, ma non fidandosi i difensori rifiutarono. La nuova tregua resse fino al 4 agosto, e furono permessi alcuni moderati rifornimenti al quartiere delle legazioni, anche se sporadici assalti cinesi si verificarono comunque.
Tra il 4 e il 10 agosto, con l'avanzata della spedizione Gaselee verso Pechino, i Boxer ripresero gli assalti, ma sempre senza molto successo. Dal 10 agosto molti degli attaccanti si ritirarono dall'assedio del quartiere per presidiare le mura di Pechino, poiché era solo questione di giorni prima dell'arrivo dei soccorsi occidentali. Non vi furono più assalti importanti contro le legazioni, che comunque mantennero alta la guardia per paura di imboscate. La mattina del 15 agosto furono uditi in lontananza colpi di cannone: era l'artiglieria giapponese che bombardava la città. Poche ore più tardi, i soldati dell'Alleanza delle otto nazioni irruppero a Pechino e si diressero verso le legazioni combattendo per le strade contro i Boxer. Nel primo pomeriggio, verso le 14:00, un reggimento britannico di sepoy giunse alla rispettiva legazione, seguito poco dopo dai marines statunitensi. L'assedio, durato cinquantacinque giorni, era concluso.

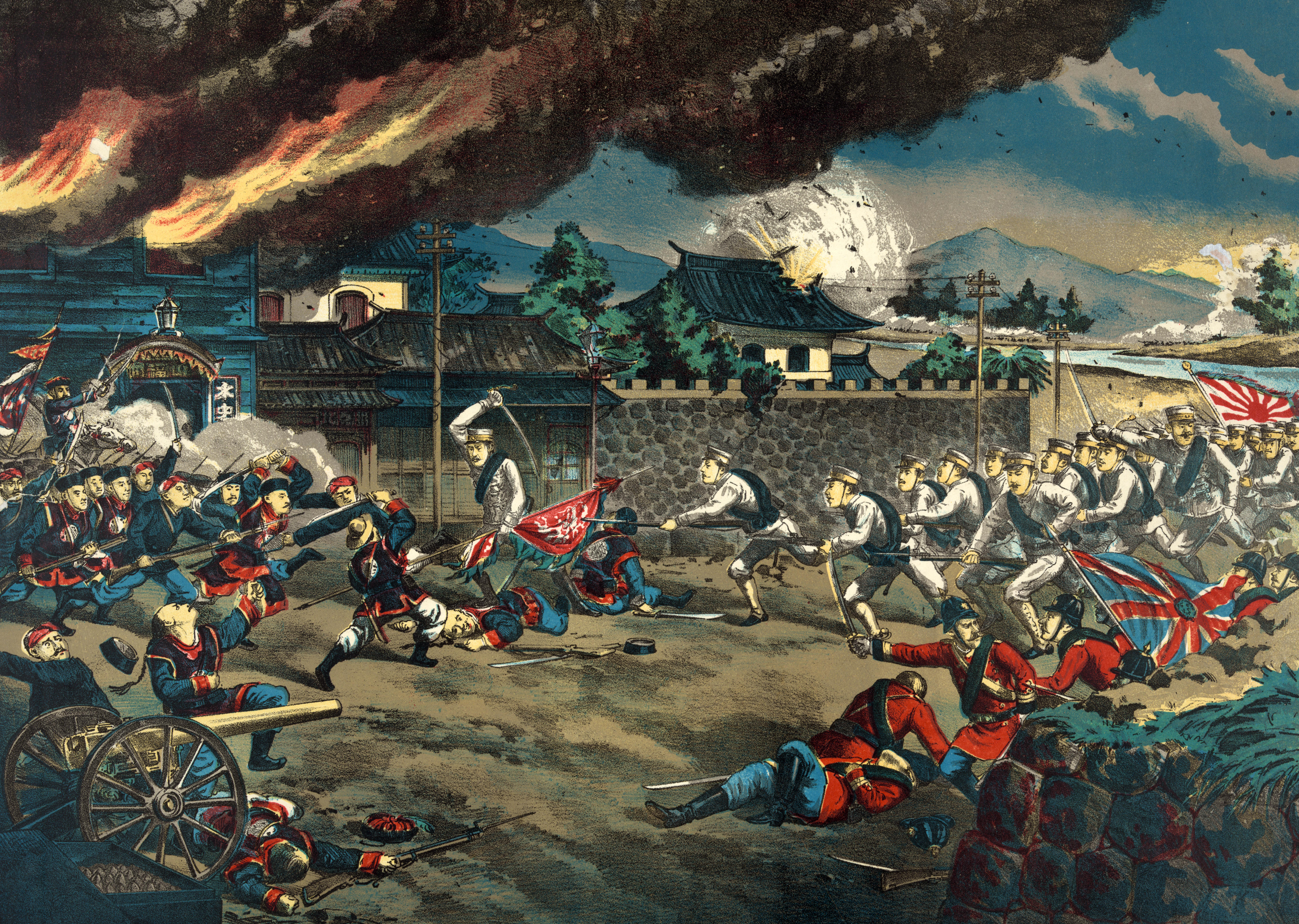
La battaglia di Tientsin in una stampa giapponese d'epoca, che mostra una carica congiunta nippo-inglese contro i Boxer

### I soccorsi delle otto nazioni
Nel mentre che le legazioni resistevano, gli sforzi dell'Alleanza delle otto nazioni per raggiungere Pechino aumentarono. L'ammiraglio Seymour, dopo la sconfitta di Langfang, iniziò una precipitosa ritirata verso Tientsin, e inseguito dai Boxer fu costretto ad asserragliarsi il 23 giugno nello sperduto arsenale di Sigu in mezzo alla campagna cinese, resistendo a sua volta ad un assedio. Mentre ancora Seymour arrancava a fatica verso Pechino, il 17 giugno l'esercito imperiale contrattaccò a sud dando il via alla battaglia di Tientsin, dove circa 4000 marinai occidentali respinsero un assalto di 10 000 Boxer. Il porto venne a sua volta sottoposto ad un lungo assedio, dove il 27 giugno trovò la morte il sottotenente italiano Ermanno Carlotto, medaglia d'oro al valor militare.

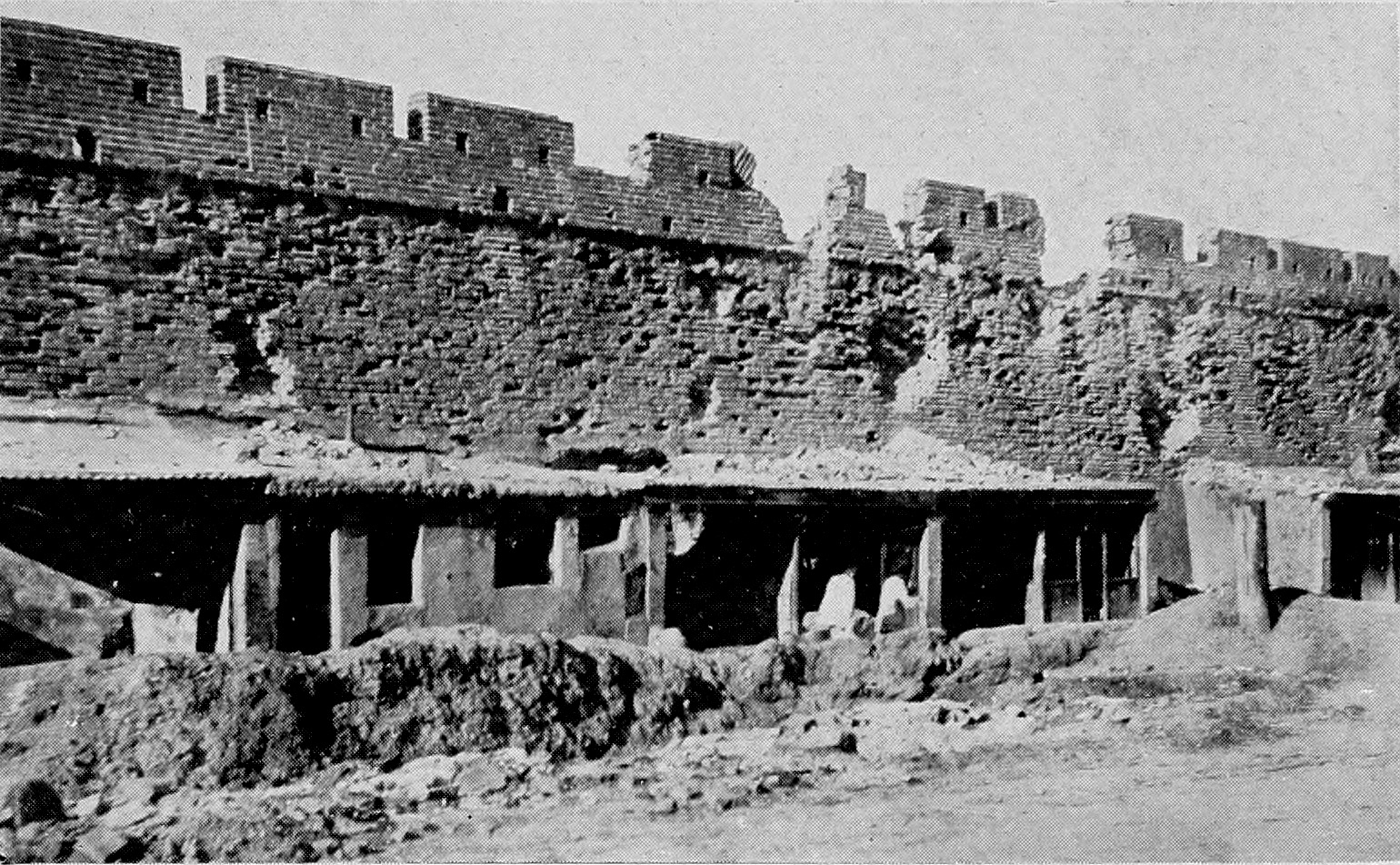
Le mura di Tientsin dopo la battaglia per il possesso della città

Per alcuni giorni i cinesi parvero sul punto di sopraffare gli europei, impegnati su tre fronti tutti apparentemente critici: l'assedio delle legazioni, la difficile ritirata di Seymour e l'assedio di Tientsin, tanto che per Herbert Hoover i cinesi, se avessero lanciato un attacco generale, avrebbero facilmente potuto spazzare via gli occidentali. Tuttavia né i Boxer né l'esercito imperiale furono in grado di concludere in maniera risolutiva nessuno degli scontri, poiché mancò del tutto il supporto da parte dei potenti governatori provinciali manciù, soprattutto l'influente governatore dello Shandong Yuan Shikai. Essi, per la maggior parte oppositori dei Boxer e timorosi di scontrarsi con gli europei e di perdere il proprio saldo potere locale, preferirono rimanere del tutto inattivi, lasciando quindi l'imperatrice e i ribelli al loro destino. Alcuni governanti addirittura si accordarono con gli occidentali per reprimere in autonomia i Boxer, permettendo così alla Cina meridionale di scampare alle devastazioni che invece interessarono il nord dell'impero. Vista la difficile situazione in Cina, contingenti da tutto il mondo si mobilitarono per soccorrere le truppe coloniali: il 19 luglio partì da Napoli la spedizione italiana, forte di 2000 uomini al comando di Vincenzo Garioni, salutata da re Umberto I (assassinato a Monza appena dieci giorni più tardi); in occasione invece della partenza del contingente tedesco da Brema, il 27 luglio 1900 il kaiser Guglielmo II di Germania pronunciò il famoso discorso degli Unni, dove incitò i soldati ad usare la massima violenza e spietatezza coi cinesi per vendicare l'uccisione di von Ketteler.

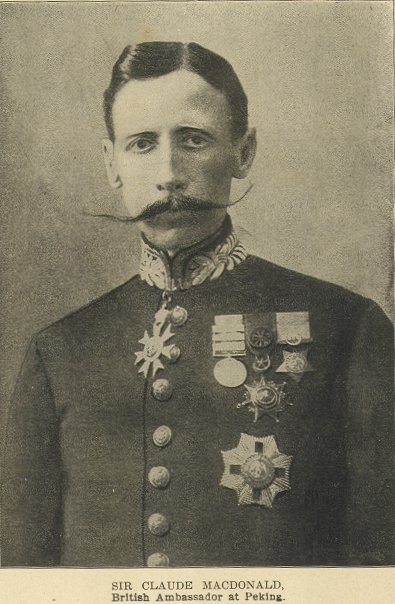
Sir Claude Maxwell MacDonald, ambasciatore britannico in Cina e capo della resistenza delle legazioni internazionali

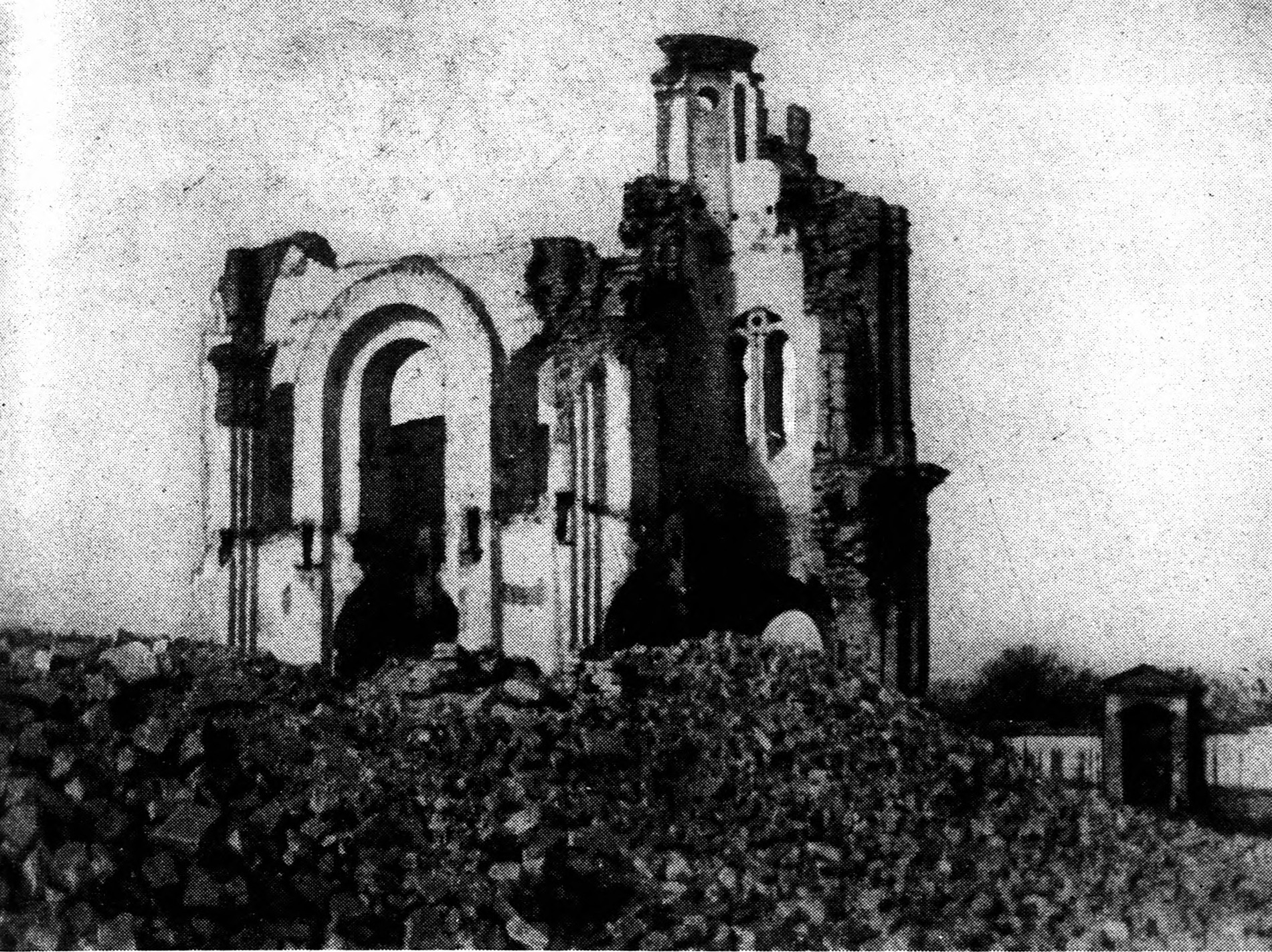
Le rovine della Beitang, la cattedrale cattolica di Pechino, devastata dall'assedio che dovette subire

Assicuratisi la neutralità o l'alleanza dei governatori provinciali, gli occidentali poterono riorganizzarsi nelle uniche basi ormai sicure, i forti di Taku. Qui fu preparato il contrattacco, e ai primi di luglio il riformato esercito delle otto nazioni mosse contro Tientsin, liberandola dall'assedio dei Boxer il successivo giorno 16 dopo violenti scontri. Dopo il saccheggio della città e tre settimane di riposo, al comando del generale britannico Alfred Gaselee il 4 agosto 18 000 uomini (per la maggior parte giapponesi, russi e britannici) lasciarono Tientsin, raggiungendo il giorno successivo l'arsenale di Sigu e liberando l'ammiraglio Seymour. L'armata alleata risalì il fiume Hai He puntando dritta verso Pechino, e sconfiggendo deboli resistenze cinesi alle battaglie di Beicang e Yangcun. A metà agosto l'Alleanza delle otto nazioni aveva ormai raggiunto la periferia di Pechino, e il giorno 12 mise a sacco la città di Tongzhou, poco lontano dalla capitale. Tra il 13 e il 15 agosto l'esercito sconfisse ciò che rimaneva dell'esercito imperiale nella battaglia di Pechino, sottoponendo la città a un intenso bombardamento da parte dell'artiglieria giapponese, mentre i marines statunitensi e i sepoy indiani impiegati dai britannici scalarono alcune sezioni delle mura di Pechino conquistandole. Le truppe alleate vittoriose entrarono quindi in città, rompendo in poco tempo l'assedio delle legazioni, mentre la Beitang fu soccorsa il 16 agosto, liberando così tutti gli assediati. In totale, per i difensori delle legazioni, erano periti 76 tra militari e civili, mentre i feriti erano stati 169; le perdite tra i cinesi cristiani non furono calcolate, ma erano alte, tra alcune centinaia e un migliaio tra morti e feriti. Le perdite per i ribelli, anche se mai ufficialmente accertate, furono comunque estremamente alte.

## Conseguenze

### Il sacco di Pechino e la repressione
Il collasso dei Boxer e dell'esercito imperiale fece temere a Cixi la rappresaglia dell'alleanza, così l'imperatrice, assieme a Guangxu e al resto della corte, fuggì da Pechino travestita da contadina, premurandosi al contempo di far uccidere la concubina imperiale Perla, che aveva sempre odiato, facendola gettare in un pozzo. Poco dopo la liberazione delle legazioni, l'ambasciatore statunitense Edwin H. Conger aveva ordinato ai marines di assaltare la Città Proibita, forse nella speranza di catturare Cixi e l'imperatore, ma l'attacco statunitense venne respinto. La corte imperiale fu ristabilita a Xi'an, ma non fu più in grado di organizzare un'efficace resistenza contro gli invasori stranieri. Molti sostenitori dei Boxer, prevedendo la spietata risposta degli stranieri, preferirono suicidarsi dopo la caduta della capitale.
Fatta irruzione a Pechino, le truppe occidentali passarono per le armi migliaia di sospetti Boxer e, soprattutto, cominciarono un brutale saccheggio della città. Sotto ordine di MacDonald fu depredata la Città Proibita (dove comunque gli ufficiali riuscirono a far rispettare una certa disciplina) e dal resto della città fu rubata un'enorme quantità d'oro e, soprattutto, d'argento. Furono saccheggiati e distrutti anche l'Antico e il Nuovo Palazzo d'Estate, principali residenze imperiali oltre la Città Proibita. Particolarmente brutale fu il contingente tedesco, che agli ordini del generale Alfred von Waldersee massacrò innumerevoli pechinesi sospettati di essere Boxer, spesso con fucilazioni di massa, passando poi a mettere a ferro e fuoco l'area tra Pechino, Tientsin e Baoding, devastando decine di villaggi e causando altre migliaia di vittime e circa 300 000 sfollati. L'alleanza stabilì per Pechino un severo regime di occupazione militare, che sarebbe durato oltre un anno. Le violenze contro la popolazione pechinese continuarono per molti mesi, spesso animate dai reparti militari europei appena giunti e desiderosi di fare razzia non avendo avuto occasione di combattere.
La strenua resistenza opposta dagli occidentali e dai cristiani negli assedi delle legazioni e della Beitang convinse la popolazione cinese che gli stranieri avessero poteri soprannaturali, contro cui i riti dei Boxer non erano efficaci. A seguito di questi smacchi e delle esecuzioni di massa che seguirono il fallimento della rivolta, il movimento dei Boxer perse rapidamente vigore e l'ampio sostegno popolare di cui godeva svanì, portandolo a dissolversi entro il 1901.

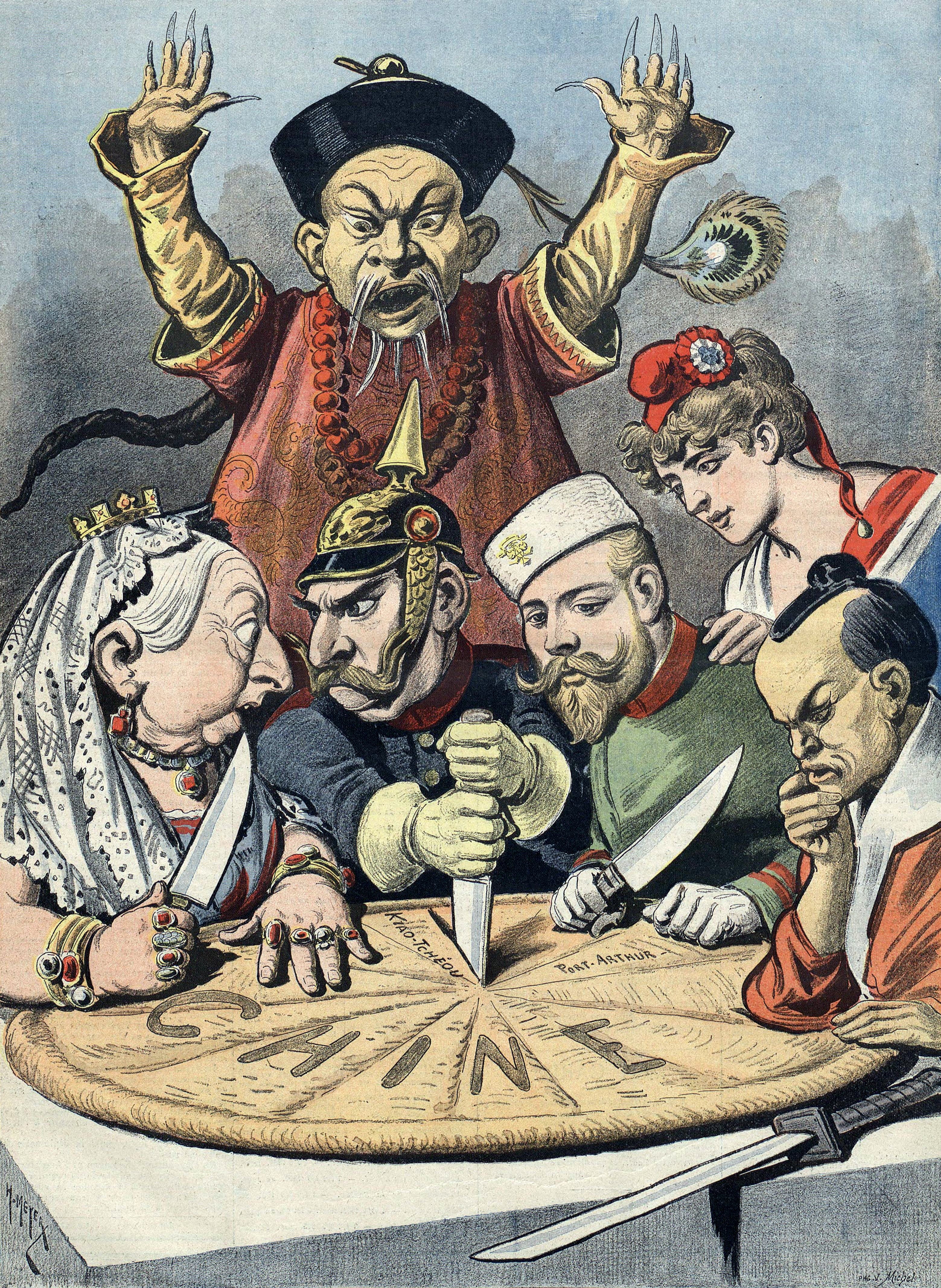
Famosa caricatura d'epoca che illustra la spartizione dell'impero cinese da parte delle grandi potenze

### Conquista e contesa della Manciuria
La disfatta imperiale permise alla Russia di impadronirsi definitivamente della Manciuria, assicurandosi il controllo di centri strategici come Mukden e Port Arthur. Lo scoppio della rivolta dei Boxer diede il casus belli per procedere con l'invasione russa della Manciuria, che entro il novembre 1900 era sotto il controllo zarista. Per mantenere l'ordine, i russi procedettero a sistematici massacri della popolazione manciù e cinese.
La conquista russa della Manciuria causò la contrarietà delle altre potenze, soprattutto del Giappone, che già la considerava una propria zona d'influenza. Tali attriti sarebbero sfociati, pochi anni più tardi, nella guerra russo-giapponese. Secondo la storica Sabine Dabringhaus la repressione della rivolta dei Boxer non fu mossa dalla volontà delle potenze occidentali di colonizzare la Cina, bensì da quella di ristabilire la situazione antebellica; visto l'eccessivo potere acquisito dai russi e la difficoltà di controllare un paese vasto e popoloso come la Cina, le potenze straniere furono infine persuase a non spartirsi l'Impero cinese come già avevano fatto alcuni anni prima con l'Africa e l'Impero ottomano, prediligendo quindi un controllo indiretto della zona.

### La fine dell'impero cinese
La caduta di Pechino segnò di fatto la fine dell'autorità imperiale cinese, la cui sconfitta fu totale. Cixi, rifugiatasi a Xi'an, nel 1901 fu costretta a venire a patti con le potenze straniere firmando il Protocollo dei Boxer, una severa pace che riduceva di molto la sovranità cinese sul suo stesso territorio (anche se l'impero fu conservato come stato cuscinetto per bilanciare l'eccessivo potere che la Russia aveva acquisito con la conquista della Manciuria). La Cina venne condannata a pagare 333 milioni di dollari di indennità di guerra, a permettere la creazione delle numerose concessioni straniere di Tientsin (tra cui quella italiana) e ad ospitare presidi militari permanenti nella stessa Pechino. La dinastia Qing fu comunque mantenuta al potere, poiché ormai facilmente gestibile dalle grandi potenze mondiali, tanto da essere definita «poco più di un disprezzato ente di esazione delle imposte per conto delle potenze straniere». La capacità militare cinese fu praticamente annientata con la distruzione di numerose fortificazioni, fra cui i forti di Taku e le mura di Tientsin.

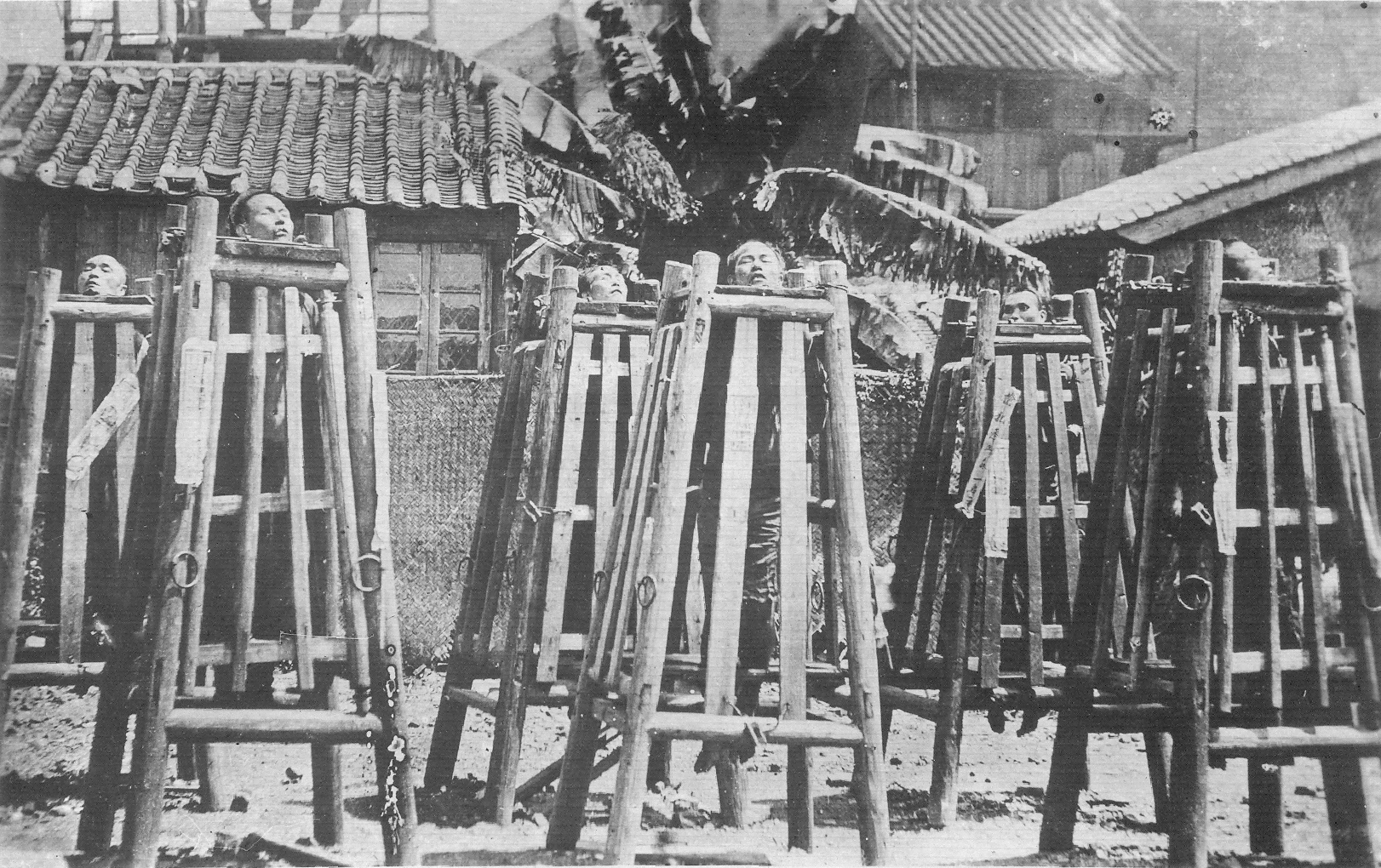
Un gruppo di Boxer condannati a morte

L'imperatrice, assunto su di sé il poco potere imperiale residuo, tentò di proseguire con le riforme di alcuni anni prima, soprattutto dal punto di vista sociale: abolì il loto d'oro, i privilegi nobiliari e il divieto di matrimonio tra manciù ed han, favorendo anche l'emancipazione femminile; vennero inoltre abolite la pena di morte e la tortura. Sentendo prossima la morte, Cixi tentò in extremis una poderosa riforma che avrebbe reso l'impero cinese una monarchia costituzionale sul modello europeo, con lo scopo di mantenere la dinastia Qing a capo della Cina. Tuttavia l'opposizione degli elementi più conservatori della corte, guidati dal principe Yikuang, fece naufragare il progetto, e Cixi morì nel novembre 1908 un giorno dopo l'imperatore Guangxu, che si sospettò fosse stato da lei avvelenato. La morte di Cixi fece perdere alla dinastia Qing l'ultima sua grande figura politica: il nuovo imperatore, il bambino Pu Yi, non aveva potere decisionale, e i suoi consiglieri si dimostrarono incapaci di gestire l'impero ormai al collasso, isolando del tutto la corte nella Città Proibita e interrompendo qualsiasi riforma in atto. Gli ideali rivoluzionari, sbocciati in quegli anni data l'abolizione della censura, risultarono infine nella rivoluzione cinese del 1911, che abbatté la dinastia Qing e mise fine al millenario Impero cinese. Alla fine dell'impero seguirono quasi quarant'anni di instabilità, che videro la debole Repubblica di Cina soccombere prima all'imperialismo giapponese e poi, infine, ai rivoluzionari comunisti di Mao Zedong.

## Cronologia
A causa della rapidità dello svolgimento della ribellione dei Boxer, molti dei suoi eventi topici si svolsero in contemporanea, di seguito illustrati.
| Data               | Eventi a Pechino | Eventi nel resto della Cina e del mondo |
| ------------------ | --- | --- |
| 1898               | Giugno: inizia la riforma dei cento giorni Settembre: colpo di Stato di Cixi contro Guangxu | Montano le violenze dei Boxer La Germania occupa parti dello Shandong Missionari cattolici con dignità diplomatica |
| 1899               | Cixi consolida il suo potere sulla Città Proibita Ascesa del partito xenofobo e pro-Boxer del principe Duan | Inizio dei massacri dei cristiani cinesi, migliaia di vittime Primavera: spedizione tedesca nello Shandong 18 ottobre: battaglia del tempio di Senluo, temporanea sconfitta dei Boxer 30 dicembre: assassinio del reverendo Brooks |
| Inizio 1900        | Inverno: proclami imperiali di facciata contro i Boxer Aprile: i Boxer circondano Pechino Maggio: i Boxer sono in città Fine maggio: prime truppe straniere a guardia delle legazioni 31 maggio: manifesti Boxer inneggiano alla morte degli stranieri | Febbraio: il governatore xenofobo Yuxian massacra migliaia di cristiani nello Shanxi Aprile: i Boxer circondano Tientsin 20 aprile: massacro della missione cattolica di Baoding 26 maggio: distruzione della ferrovia a Fengtai   |
| Inizio giugno 1900 | 5: marinai italiani e francesi presidiano la chiesa del Salvatore 8: rogo della legazione belga 9: sir Claude Maxwell MacDonald chiede rinforzi urgenti a Tienstin                                                                                     | 3: distruzione della ferrovia tra Pechino e Tientsin Tientsin è pacificata dai Boxer |
| 10 giugno 1900     | Cixi autorizza l'arrivo delle truppe straniere Il principe Duan nominato ministro degli Esteri Ritiro dell'esercito imperiale dalla città Rogo della legazione britannica estiva Attacchi sporadici al quartiere delle legazioni                       | Attacchi ribelli contro Tientsin Parte la spedizione Seymour |
| 11 giugno 1900     | Assassino di Akira Sugiyama Vasti saccheggi di proprietà e aziende straniere | La spedizione Seymour avanza verso Pechino |
| 13 giugno 1900     | La legazione austroungarica respinge un attacco dei Boxer Italiani e tedeschi saccheggiano un tempio buddista | |
| 14 giugno 1900     | Ronde occidentali nel quartiere delle legazioni Prime barricate nel quartiere delle legazioni Primi attacchi contro i Boxer | Morte di Vincenzo Rossi, medaglia d'oro al valor militare |
| 15 giugno 1900     | | Comincia l'uccisione dei martiri cinesi |
| 16 giugno 1900     | Cixi manda alcuni militari a guardia delle legazioni Rogo della Porta di Zhengyangmen | Inizia la battaglia dei forti di Taku |
| 17 giugno 1900     | Ritiro delle guardie imperiali dalle legazioni | I forti di Taku cadono in mano straniera Inizia la battaglia di Tientsin, la città è sotto assedio dei Boxer |
| 18 giugno 1900     | | Sconfitta di Seymour alla battaglia di Langfang Ritiro occidentale verso Tientsin |
| 19 giugno 1900     | Ultimatum agli occidentali di lasciare Pechino entro 24 ore, conseguente rifiuto | |
| 20 giugno 1900     | Assassinio di Clemens von Ketteler Comincia l'assedio delle legazioni Comincia l'assedio della Beitang Rogo della legazione britannica Rogo della legazione olandese                                                                                   | |
| 21 giugno 1900     | Boxer ed esercito cinese cominciano a collaborare Rimozione di von Montalmar Rogo della legazione italiana | Inizia l'invasione russa della Manciuria |
| 22 giugno 1900     | Gli occidentali conquistano parte delle mura interne | |
| 23 giugno 1900     | Rogo del Mercato Mongolo Rogo dell'Accademia Hanlin | Seymour assediato nell'arsenale di Sigu |
| 25 giugno 1900     | Caduta della legazione austroungarica Inizio di una tregua | |
| 27 giugno 1900     | | Morte di Ermanno Carlotto, medaglia d'oro al valor militare |
| 7 luglio 1900      | Scoperta e creazione del Cannone Internazionale | |
| 13 luglio 1900     | Distruzione della legazione francese | |
| 16 luglio 1900     | Nuova tregua | Tientsin definitivamente conquistata dagli occidentali |
| 27 luglio 1900     | | Discorso degli Unni di Guglielmo II di Germania |
| 4 agosto 1900      | Riprendono gli attacchi dei Boxer | Parte la spedizione Gaselee |
| 5 agosto 1900      | | Battaglia di Beicang, liberazione di Seymour |
| 6 agosto 1900      | | Battaglia di Yangcun |
| 10 agosto 1900     | Cessazione di fatto dell'assedio delle legazioni Fortificazione di Pechino contro gli occidentali | |
| 12 agosto 1900     | | Sacco di Tongzhou |
| 13 agosto 1900     | Comincia la battaglia di Pechino | |
| 15 agosto 1900     | Liberazione delle legazioni Violazione della Città Proibita Inizio del sacco di Pechino Distruzione dell'Antico Palazzo d'Estate Distruzione del Nuovo Palazzo d'Estate                                                                                | Fuga della corte cinese a Xi'an |
| 16 agosto 1900     | Liberazione della Beitang | Inizio della repressione dei Boxer |

## Nella cultura di massa
Inevitabilmente l'assedio delle legazioni e, in generale, la rivolta dei Boxer ebbero un enorme impatto culturale, ispirando la creazione di diverse opere di vario genere.

### Letteratura
Già nel 1901, a pochi mesi dalla conclusione della rivolta, Emilio Salgari pubblicò sotto pseudonimo il romanzo Le stragi della China (anche Il sotterraneo della morte), ambientato proprio durante gli attacchi dei Boxer.

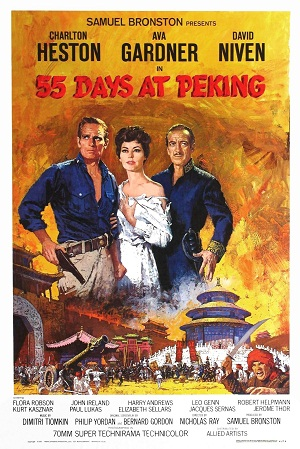
Locandina di 55 giorni a Pechino (1963), con protagonisti Charlton Heston, David Niven ed Ava Gardner

### Propaganda

#### Il pericolo giallo
L'estrema violenza rivolta contro gli occidentali durante la rivolta dei Boxer fece spopolare il mito del pericolo giallo, che causò quindi una recrudescenza di razzismo anti-cinese che sarebbe durata decenni (come, ad esempio, testimonia il racconto del 1910 Guerra alla Cina. L'inaudita invasione di Jack London, poco meno che un'apologia di genocidio nei confronti dei cinesi).

#### Il discorso degli Unni
(Estratto del discorso di Guglielmo II di Germania alle truppe di Alfred von Waldersee)
Grande risonanza internazionale ebbe il discorso degli Unni (die Hunnenrede), pronunciato da Guglielmo II di Germania il 27 luglio 1900 per incitare le truppe in partenza per la Cina. In esso il kaiser utilizzava toni minacciosi e violenti, ordinando ai soldati tedeschi di comportarsi come gli Unni di Attila, e di trattare quindi i cinesi con la massima brutalità.
Il discorso degli Unni si sarebbe ritorto contro i tedeschi appena quindici anni dopo, durante la prima guerra mondiale. In seguito ad eventi come lo stupro del Belgio infatti la propaganda britannica strumentalizzò le parole del kaiser per dimostrare la mostruosità delle azioni tedesche, causando all'Impero tedesco una notevole perdita di prestigio. Ciò fu quindi, negli anni successivi alla rivolta dei Boxer, alla radice di una percepita disumanità del popolo tedesco, e quindi di un crescente sentimento antitedesco da parte degli altri Stati occidentali, che si sarebbe protratto fin dopo la seconda guerra mondiale.

### Cinema e musica
L'assedio delle legazioni è narrato nel film 55 giorni a Pechino del 1963, che riprende nel titolo la reale durata dello scontro al centro della narrazione.
In ricordo dell'assedio e sull'onda del successo del film che lo narrava, nel 1963 la band folk dei The Brothers Four pubblicò la canzone 55 giorni a Pechino. Essa nel tempo fu riadattata in numerose delle lingue appartenenti alle nazionalità assediate.

### Religione
Tra le migliaia di vittime cattoliche della rivolta dei Boxer un centinaio si distinsero per le loro morti, considerate un vero e proprio martirio. Essi, insieme ad altri individui uccisi per la propria fede tra il 1648 e il 1930, divennero noti come martiri cinesi e proclamati santi da papa Giovanni Paolo II il 1º ottobre 2000. Tra essi si annoverano tre vescovi (Gregorio Maria Grassi, Francesco Fogolla e Antonino Fantosati), poi frati, suore e numerosi fedeli laici.

### Annotazioni
1. ↑  Di fatto le legazioni erano già isolate almeno dal 10 giugno 1900, e scontri di minore entità avvennero nella settimana precedente l'assassinio di von Ketteler.
2. ↑  Su uno degli ultimi treni che riuscirono a evacuare dalla capitale cinese c'erano anche Herbert Hoover e la moglie Lou Hoover. Cfr. Hoover 1951, p. 48.
3. 1 2  La terminologia della dichiarazione di guerra fu lasciata volutamente oscura e la dichiarazione nel complesso ambigua, parlando semplicemente di "stranieri" e non citando direttamente nessuno Stato nemico. Tale ambiguità fu poi sfruttata dai governatori delle province per non ritenersi vincolati ad intervenire. Cfr. Bernstein 1994, p. 68.
4. ↑  Partecipò alla battaglia di Tientsin anche il futuro presidente degli Stati Uniti d'America Herbert Hoover, che in seguito ne stilò un resoconto dettagliato. Cfr. Biggs 2003, pp. 60-62 e Hoover 1951, pp. 48-53.

### Riferimenti
1. 1 2 3 4 5 6 7 8 9 10 11 12 13 14 15 16   Quanto l'Italia conquistò Pechino, su storiasegreta.com, 30 agosto 2020.
2. 1 2  Wright 2020, p. 110.
3. 1 2 3 4 5  Biggs 2003, p. 6.
4. ↑  Wright 2020, p. 111.
5. ↑  Wright 2020, p. 112.
6. 1 2 3 4  Wright 2020, p. 113.
7. 1 2  Leutner e Mühlhahn 2007, p. 20.
8. ↑  Marrone 2022, cap. La prima guerra dell'oppio.
9. 1 2  Marrone 2022, cap. La seconda guerra dell'oppio, la guerra della Arrow.
10. ↑  Wright 2020, pp. 114-116.
11. ↑  Biggs 2003, p. 8.
12. ↑  Biggs 2003, p. 7.
13. 1 2  Harper 2007, p. 40.
14. 1 2 3 4  Marrone 2022, cap. Il ritorno di Cixi.
15. 1 2 3  Wright 2020, p. 119.
16. 1 2 3 4  Harper 2007, p. 213.
17. 1 2 3 4 5 6  Marrone 2022, cap. L'imperatore Guangxu.
18. 1 2 3 4 5 6 7 8 9  Arrighi e Silver 2024, cap. 4.2.5 La ricostituzione della Cina come stato moderno.
19. ↑  Leutner e Mühlhahn 2007, p. 28.
20. 1 2 3 4 5 6 7 8 9  Bernstein 1994, p. 67.
21. 1 2 3 4 5  Wright 2020, p. 120:
22. 1 2 3 4 5 6 7 8 9 10 11 12 13 14 15 16 17  Bernstein 1994, p. 48.
23. ↑  Leutner e Mühlhahn 2007, p. 43.
24. 1 2  Harper 2007, p. 41.
25. 1 2  Hoover 1951, p. 37.
26. 1 2  Wright 2020, p. 121:
27. 1 2 3 4 5 6 7 8 9 10 11 12 13 14 15  History Channel 2015, cap. 20 giugno: Rivolta dei Boxer (1900).
28. 1 2 3  Wright 2020, p. 123:
29. 1 2 3 4 5 6 7 8 9 10 11 12 13 14  Marrone 2022, cap. I Boxer.
30. 1 2 3 4 5 6 7  Soetens 1997, p. 20.
31. 1 2 3 4  SMD e Ales 2012, p. 3.
32. 1 2 3 4 5 6 7 8 9 10 11 12 13 14 15 16 17 18 19 20 21 22 23 24 25  D'Amato 2014, cap. La dinastia Qing.
33. 1 2 3 4  Wright 2020, p. 124:
34. ↑  Leutner e Mühlhahn 2007, p. 31.
35. 1 2 3 4 5 6 7  Klein 2013, p. 165.
36. ↑  Hoover 1951, p. 47.
37. 1 2 3 4 5 6  Abbondanza 2016, p. 60.
38. ↑  Soetens 1997, pp. 19-20.
39. 1 2 3 4 5  SMD e Ales 2012, p. 5.
40. ↑  Leutner e Mühlhahn 2007, p. 102.
41. 1 2  Biggs 2003, p. 63.
42. ↑  Biggs 2003, p. 65.
43. 1 2 3 4 5 6 7 8 9  Wright 2020, p. 125.
44. 1 2  Leutner e Mühlhahn 2007, p. 104.
45. 1 2 3 4 5 6 7 8  Biggs 2003, p. 68.
46. 1 2 3 4  SMD e Ales 2012, p. 8.
47. 1 2 3 4 5 6 7 8 9 10 11 12 13 14 15  Bernstein 1994, p. 68.
48. 1 2  Biggs 2003, p. 66.
49. 1 2 3 4 5 6 7 8 9 10 11 12 13 14 15 16 17 18 19 20 21 22 23 24  Marrone 2022, cap. L'assedio delle legazioni.
50. 1 2 3 4 5 6 7 8  SMD e Ales 2012, p. 6.
51. 1 2  Hoover 1951, p. 48.
52. 1 2  Leutner e Mühlhahn 2007, p. 96.
53. ↑  Leutner e Mühlhahn 2007, pp. 104-105.
54. ↑  Leutner e Mühlhahn 2007, p. 105.
55. ↑  Leutner e Mühlhahn 2007, pp. 105-106.
56. 1 2 3 4 5 6 7  SMD e Ales 2012, p. 7.
57. ↑  Leutner e Mühlhahn 2007, pp. 110-112.
58. 1 2 3 4 5  Biggs 2003, p. 52.
59. 1 2 3 4 5 6 7 8 9 10 11 12 13  Bernstein 1994, p. 49.
60. 1 2 3 4  SMD e Ales 2012, p. 9.
61. 1 2 3 4 5 6 7 8 9 10 11 12  Bernstein 1994, p. 50.
62. ↑  (EN) Austro-Hungarian Military Roll, su historic-musings.com.
63. 1 2 3 4 5  SMD e Ales 2012, p. 10.
64. 1 2 3 4 5  Bernstein 1994, p. 51.
65. 1 2 3 4 5 6  Bernstein 1994, p. 46.
66. 1 2 3 4 5 6 7  Bernstein 1994, p. 47.
67. ↑  Leutner e Mühlhahn 2007, p. 98.
68. 1 2 3 4 5 6  Wright 2020, p. 126.
69. ↑  Klein 2013, p. 164.
70. ↑  Biggs 2003, pp. 57-60.
71. ↑  Biggs 2003, pp. 60-61.
72. 1 2 3 4 5 6 7 8  SMD e Ales 2012, p. 11
73. ↑  Harper 2007, p. 130.
74. ↑  Harper 2007, p. 144.
75. 1 2 3 4  Bernstein 1994, p. 69.
76. ↑  Hoover 1951, p. 54.
77. 1 2 3 4 5  Marrone 2022, cap. Gli ultimi anni di Cixi.
78. ↑  Abbondanza 2016, p. 43.
79. ↑  Harper 2007, p. 181.
80. 1 2 3  Bernstein 1994, p. 70.
81. ↑   Emilio Salgari, Le stragi della China, Biblioteca Economica Newton, Sezione Ragazzi n. 26, Newton Compton, 1995  [1901].
82. ↑   Jack London, L'inaudita invasione, New York, McClure, 1910.
83. ↑  Klein 2013, pp. 166-176.
84. ↑   (EN) The Brothers Four, 55 Days at Peking, 1963.
85. ↑  (EN) The Brothers Four - 55 Days at Peking (lyrics), su genius.com, 1963.
86. ↑   (DE) Karl Sternau, 55 Tage in Peking, 6 gennaio 2019.
87. ↑    Gli Alligatori, 55 giorni a Pechino, 9 ottobre 2014.
88. ↑   (JA) Imperia, 北京での 55 日間, 16 novembre 2022.
89. ↑   (ES) Imperia, 55 Días en Pekín, 21 novembre 2022.
90. 1 2   Ufficio delle celebrazioni liturgiche del sommo pontefice, Agostino Zhao Rong e 119 compagni martiri in Cina, su vatican.va, 1º ottobre 2000.